# ポケモンの一覧 (343-386)
ポケモンの一覧（ポケモンのいちらん）は、ゲームソフト『ポケットモンスターシリーズ』に登場する架空の生物「ポケットモンスター（ポケモン）」の一覧。本項では全1025種のうち、『ポケットモンスター ルビー・サファイア』から登場し、シリーズ共通の全国ポケモン図鑑において343から386までの番号を付与されている種を掲載する。

## ヤジロン
| 分類: どぐうポケモン | タイプ: じめん/ エスパー | 高さ: 0.5m   | 重さ: 21.5kg       |
| 特性: ふゆう         | かくれ特性: なし         | 進化前: なし | 進化後: ネンドール |

古代遺跡で発見された、ヤジロベエの形をした遮光器土偶のような姿をしたポケモン。常に一本足でコマの様に回転しながら移動し、寝るときも一本足で眠る。頭にも円錐状の突起があり、これを利用しカポエラーのように逆立ちすることもある。仲間を見つけるとすぐに他の仲間も集まり、その場で一斉に大きな鳴き声を上げる。古代遺跡に人間と一緒に暮らす様子を描いた壁画が発見されている。
TVアニメ版では『アドバンスジェネレーション』第76話においてクルヨの手持ちポケモンとして初登場した。声優は早水リサが担当。また、『ダイヤモンド&パール』第181話にも、バクの手持ちポケモンとしても登場している。

## ネンドール
| 分類: どぐうポケモン | タイプ: じめん/ エスパー | 高さ: 1.5m       | 重さ: 108.0kg |
| 特性: ふゆう         | かくれ特性: なし         | 進化前: ヤジロン | 進化後: なし  |

ヤジロンの進化形。外見は赤い目をした遮光器土偶のような姿をしている。頭部にある八つの大きな目が特徴。古代の文明で古代人に作られた泥人形が、怪光線を浴びて誕生したといわれている。作られた理由と目的は未だにわかっていない。ずっと宙に浮遊しており、寝るときも浮いたままの状態である。両腕は本体から分離しており、これを念力で自在に操り、先端からビームを発射して攻撃する。雨が降ると体を守るためにバリアを張る。
『ルビー・サファイア』ではチャンピオンのダイゴが使用するほか、『エメラルド』ではトクサネシティの双子ジムリーダー、フウとランも使用する。『ダイヤモンド・パール』ではバクが主人公とタッグバトルをする際にパートナーとして使用する。
TVアニメ版では『アドバンスジェネレーション』第104話に設定よりも遥かに巨大なサイズとして初登場。古代人によって巨大モンスターボールの中に封印されていた。ホウエンのグランドフェスティバルでは優勝者のロバートの手持ちとして登場し、ミロカロスとのコンビネーションでシュウのフライゴン、アメモースを撃破した。バトルパレスのパレスガーディアン、ウコンの切り札としても登場。天候や地形を駆使してサトシのオオスバメを倒し、ジュカインも苦しめた。

## リリーラ
| 分類: ウミユリポケモン | タイプ: いわ/ くさ   | 高さ: 1.0m   | 重さ: 23.8kg       |
| 特性: きゅうばん       | かくれ特性: よびみず | 進化前: なし | 進化後: ユレイドル |

1億年前に絶滅した古代ポケモンの一種。特性の「きゅうばん」で海底の岩に張り付いて海草に擬態し、騙されて近づいてきた獲物を一飲みする。吸盤でずっと岩に張り付いているため歩くことができない。目に見えるのは模様で本物の目は口の中にある。
『ルビー・サファイア』では「ねっこのカセキ」を復元することによって入手できる。『ダイヤモンド・パール』では全国図鑑入手後に地下通路でカセキ掘りをすると手に入ることがある。『ソウルシルバー』では全国図鑑入手後にだんがいのどうくつでいわくだきをすると手に入ることがある。『ブラック・ホワイト』では殿堂入り後にネジやまで作業員から貰えることがある。

## ユレイドル
| 分類: いわつぼポケモン | タイプ: いわ/ くさ   | 高さ: 1.5m       | 重さ: 60.4kg |
| 特性: きゅうばん       | かくれ特性: よびみず | 進化前: リリーラ | 進化後: なし |

リリーラの進化形で、ウミユリに似た能力を持つ。浅瀬や海底に棲み、干潮になると希に姿を現すことがある。リリーラとは異なり身体をゆっくり引き摺るように這うことができる。頭部の花弁状の触手から消化液を分泌して獲物を仕留める。触手だけでなく、細長い首の様な部分もさらに長く伸ばすことができる。進化前同様、目に見える模様を持つ。
『ルビー・サファイア・エメラルド』においてチャンピオン（『エメラルド』ではポケモントレーナー）のダイゴが使用する。
TVアニメ版では『アドバンスジェネレーション』第102話に登場。
性別比は化石ポケモンなので7･1でオスが非常に多いが、『オメガルビー･アルファサファイア』のダイゴ、『ウルトラサン・ウルトラムーン』のライチはメスの個体のユレイドルを使用している。

## アノプス
| 分類: むかしエビポケモン | タイプ: いわ/ むし   | 高さ: 0.7m   | 重さ: 12.5kg       |
| 特性: カブトアーマー     | かくれ特性: すいすい | 進化前: なし | 進化後: アーマルド |

アノマロカリスのような姿をしたポケモン。化石から復元することによって手に入る。八枚の羽をオールの様にくねらせながら海を泳ぎ、2本の爪で獲物を捕らえて食べる。アノプスが生きていた当時と現在とでは海の水質が違うため、復元させて海水に泳がせても元気がない。顔の横に飛び出た大きな目玉をしており、顔の真ん中に目に見える赤い模様がある。
「ツメのカセキ」を復元することによって入手できる。『ダイヤモンド・パール』では全国図鑑入手後に地下通路でカセキ掘りをすると手に入ることがある。『ハートゴールド』では殿堂入り後にだんがいのどうくつでいわくだきをすると手に入ることがある。『ブラック・ホワイト』および『ブラック2・ホワイト2』では殿堂入り後にネジやまで作業員から貰えることがある。

## アーマルド
| 分類: かっちゅうポケモン | タイプ: いわ/ むし   | 高さ: 1.5m       | 重さ: 68.2kg |
| 特性: カブトアーマー     | かくれ特性: すいすい | 進化前: アノプス | 進化後: なし |

アノプスの進化形で、絶滅したポケモン。進化前のアノプスが地上で暮らせるように足が生えたとされていて、節足動物よりも陸生の脊椎動物に近い姿となっている。その体を覆う甲羅はとても頑丈とされ、全ての攻撃を跳ね返す。さらに伸び縮みする2本の爪は鉄板を串刺しにするほどの威力で攻守共に抜け目のないポケモンである。大きく成長した2枚の羽で泳ぎ、狩りを行う。アノプスの時に生えていた8本の小さな羽は6本になっている。進化前同様、目に見える赤い模様があるが、実際は顔の横から飛び出た耳に見える部分が目である。
『ルビー・サファイア・エメラルド』ではホウエンチャンピオン（『エメラルド』ではポケモントレーナー）のダイゴが使用し、『ポケモンコロシアム』ではミラーボがダークポケモンであるウソッキーを失った際に使用するほかヘルゴンザとの2回目の戦闘、主人公の偽物を演じていたフェイクが繰り出してくる。
TVアニメ版では『アドバンスジェネレーション』第102話で初登場。ドクターモロボシが持つ研究施設内のアノプスが進化した。『ダイヤモンド&パール』のシンオウリーグではナオシの二番手で登場。サトシのムクホークを倒し、マグマラシと引き分ける活躍をした。

## ヒンバス
| 分類: さかなポケモン | タイプ: みず               | 高さ: 0.6m   | 重さ: 7.4kg        |
| 特性: すいすい       | かくれ特性: てきおうりょく | 進化前: なし | 進化後: ミロカロス |

ブラックバスのような姿をしたポケモン。薄い土色の体に青い鰭を持つ。やせこけた頬や、切れ込みが入りボロボロになったような尾鰭など、貧相なみずぼらしい外見をしている。海水、淡水のどちらでも生きていけるだけで無く、水が少ししか無くても生きていける程の強い生命力を持つが、動作は非常に緩慢なため、すぐに捕まってしまう。個体数は多いが、一ヶ所に固まる習性をもつ。余りにもみっともなく、みすぼらしいため、大抵のトレーナーにも研究者にも相手にされないが、その強い生命力から一応研究対象にはなっている他、ヒンバスだけを集めるコレクターも居る。しかし進化によって大きく姿を変える。レベルアップで覚える技はコイキングと同じだが、技マシンが使えたりタマゴ技を多く覚える点はコイキングとは違う。
捕獲するだけなら簡単だが他のポケモンとは違い、特定のポイントでしか釣り上げることが出来ないため、遭遇するのが非常に難しいポケモンである。『ルビー・サファイア』ではポロック、『ダイヤモンド・パール』ではポフィンを与えて「うつくしさ」のコンディションを高めるとミロカロスに進化するが、コンディションの概念が存在しない『ハートゴールド・ソウルシルバー』ではポケモン美容室または毛繕いを何回かして十分になつき度を上げることによって進化させることができる。なお、『ブラック・ホワイト』、『ブラック2・ホワイト2』以降は従来の進化条件のほかに「きれいなウロコ」を持たせて通信交換することで進化できるようになった。
TVアニメ版では『ダイヤモンド&パール』第21話にてビーボタン同盟のハツネのポケモンとして登場。よくみずぼらしいポケモンとしてネタ扱いされることが多いが、最終的にはミロカロスに進化することが多い。

## ミロカロス
| 分類: いつくしみポケモン     | タイプ: みず               | 高さ: 6.2m       | 重さ: 162.0kg |
| 特性: ふしぎなうろこ/ かちき | かくれ特性: メロメロボディ | 進化前: ヒンバス | 進化後: なし  |

ヒンバスの進化形。ポケモン図鑑によれば、最も美しいとされるポケモンである。その美麗さから絵画や彫刻のモデルになることも多い。一方でヒンバスが好きなトレーナーにとっては評判はイマイチ。外見はリュウグウノツカイなどの長魚のような姿であり、鳴き声が長い。細長い体躯の上半身は肌色で、下半身はステンドグラスのようなツートンカラーの青と赤の鱗を持つ。この鱗は公式イラストやゲーム画面からは分からないが、実際は虹色で見る方向によって色を変える。頭には二対になったリングのような赤い触角と同色のおさげ髪のようなヒレが伸びるが、後者は♀よりも♂の方が短い。見る者の心を癒して争いごとを鎮める力があり、ミロカロスの体がピンクに輝くとき、荒んだ心を忘れさせる波動を放つという。戦乱・破壊を司るギャラドスとは対をなす存在で、こちらは平和・慈悲を司る。
『ルビー・サファイア・エメラルド』ではルネシティジムリーダー（『ルビー・サファイア』。『エメラルド』ではチャンピオン）のミクリとチューブクイーンのアザミ（『エメラルド』）、シンオウチャンピオン（『ダイヤモンド・パール・プラチナ』、肩書きがポケモントレーナーの『ブラック・ホワイト』でも所持）であるシロナやタワータイクーン（『ダイヤモンド・パール・プラチナ・ハートゴールド・ソウルシルバー』）のクロツグ、ハナダシティジムリーダーのカスミ（『ハートゴールド・ソウルシルバー』、再戦時）、『サン・ムーン』のエーテル財団代表のルザミーネ、『ソード・シールド』のマクロコスモスのオリーヴなど、多くの実力者が使用している。
公式サイトでは「水タイプ特殊最強クラス」という栄冠を得ており、2007年には最強クラスポケモン第3弾として『ダイヤモンド・パール』へ配信が行われた。また、公式大会「ワールドチャンピオンシップス2009」の日本予選では参加賞として色違いのミロカロスが『プラチナ』にプレゼントされている。
TVアニメ版では『アドバンスジェネレーション』においてルネシティジム・ジムリーダーのアダン（声 - 速水奨）（ゲームでは『エメラルド』のみ登場）や、ホウエン地方最強のコーディネーターだったロバートが使用。バトルフロンティア編ではバトルチューブのチューブクイーン・アザミが使用し、『ダイヤモンド&パール』ではコンテストマスターのミクリが使用している。『サン&ムーン』ではゲームと同様にルザミーネ（声 - 木下紗華）のポケモンとして第53話・第54話で登場。第7シリーズ（『新無印編』）ではゲームと同様にオリーヴ（声 - 湯屋敦子）のポケモンとして第44話で登場。
ゲーム『ソード・シールド』のストーリーの前日譚を描いたWEBアニメ『薄明の翼』では第4話にて登場。ジムリーダーのルリナ（声 - 雨宮天）と仲良しであったヒンバスが進化を果たし、背中に乗せるという約束を果たした。

## ポワルン
| 分類: てんきポケモン | タイプ: ノーマル | 高さ: 0.3m   | 重さ: 0.8kg  |
| 特性: てんきや       | かくれ特性: なし | 進化前: なし | 進化後: なし |

雲の様な姿を持つポケモン。気象の変化に従って、自らの姿やタイプを太陽（ほのおタイプ）・雨水（みずタイプ）・雪雲（こおりタイプ）に変える力を持つ。気温・湿度等が細胞に影響し変化するらしく、ストーブや冷凍庫などを使って人工的に姿を変えることはできない。ポケモンの中でも有数の小型な体躯を外敵から守るため、大自然の力を借りる様になったとされている。また姿だけでなく性格も変わるらしい。最近の研究で水の分子にそっくりなことが分かった。またゲーム内で天気が砂嵐だと得意技の「ウェザーボール」がいわタイプに変わるものの、姿は変わらないため砂嵐のダメージは受ける。
TVアニメ版では『アドバンスジェネレーション』においておてんき研究所のポケモンとして登場した。声優は水樹奈々。

## カクレオン
| 分類: いろへんげポケモン | タイプ: ノーマル           | 高さ: 1.0m   | 重さ: 22.0kg |
| 特性: へんしょく         | かくれ特性: へんげんじざい | 進化前: なし | 進化後: なし |

二足歩行化したカメレオンのようなポケモン。自分の体の模様を自由に変化させて、周囲の風景にとけこむ事が出来る。但し、腹部の赤いギザギザ模様だけは色を変えられない。極めて長い舌を持ち、変色して獲物に近づき捕食する。なお、驚愕すると元の緑色に戻り、感情の変化でも色が変わったりと、結構デリケート。
色違いは腹部のギザギザ模様が青くなるが、アニメやポケモン不思議のダンジョンシリーズでは体色が紫のカクレオンが登場している。
ホエルコ、ルリリと共に2001年3月の『ルビー・サファイア』の発表と同時に公開されたポケモンで、同年7月公開の短編映画『ピカチュウのドキドキかくれんぼ』に先行して登場している。声優は高戸靖広。TVアニメ版でもジョウトリーグでハヅキの一番手として登場して、ピカチュウを苦しめた。他にも美人姉妹の持つポケモンとして初登場、通常の方が「ミドリちゃん」で色違いの方が「アズキちゃん」。『第7シリーズ』の78話ではヤバシのポケモンとして登場。サクラギパーク内のポケモンのデータを消そうとした。性別はメス（ゴウのインテレオンに惚れたのとヤバシが「レディ」と呼んでいることから）。使用技は「ふいうち」、「しめつける」、「アイアンテール」。声優は清水理沙。

## カゲボウズ
| 分類: にんぎょうポケモン | タイプ: ゴースト           | 高さ: 0.6m   | 重さ: 2.3kg        |
| 特性: ふみん/ おみとおし | かくれ特性: のろわれボディ | 進化前: なし | 進化後: ジュペッタ |

黒いてるてる坊主のような外見をしたポケモン。頭の角をレーダーのように使い、人間の感情を察知する。誰かを恨む気持ちが強くなると、その人間が住む家の軒下にカゲボウズが並ぶ。丑三つ時になると活動を始め、夜が明けると住処に戻る。人間の恨みや妬みを食べて生きるため、ある人間にとっては有り難い存在でもある。
TVアニメ版では『アドバンスジェネレーション』第81話に登場し、マサトと一時的に友達になった。ANA機内のアニメ作品『ピカチュウのおばけカーニバル』ではおばけ屋敷に住むポケモンの1匹として登場している。

## ジュペッタ
| 分類: ぬいぐるみポケモン | タイプ: ゴースト           | 高さ: 1.1m         | 重さ: 12.5kg |
| 特性: ふみん/ おみとおし | かくれ特性: のろわれボディ | 進化前: カゲボウズ | 進化後: なし |

カゲボウズの進化形。元は人間に捨てられたぬいぐるみであったが、強い怨念によって生命を宿し、ポケモンとなった。口のチャックを開けると呪いのエネルギーが逃げてしまう。ゴミ捨て場を住処とし、自分を捨てた子供を探して復讐するため彷徨うと言われている。大切にされると満足して元のぬいぐるみに戻るとされる。
『ルビー・サファイア・エメラルド・オメガルビー・アルファサファイア』では四天王のフヨウが、『ブラック2・ホワイト2』ではプラズマ団のダークトリニティの1人、「スカーレット・バイオレット」ではジムリーダーのライムがそれぞれ使用する。
TVアニメ版では『アドバンスジェネレーション』においてハーリーのポケモンとして登場。『めざせポケモンマスター』の第8話では持ち主の少女のぬいぐるみに魂が宿って誕生したポケモンとして登場。ニックネームは「ゴンちゃん」。過去に少女と離れ離れになり、彼女にもう一度会うためにハート型の物を盗んでいた。その後、サトシたちによって解決し、持ち主の少女であるジョーイと再会できた。声優は武隈史子。
『X・Y』以降で「メガジュペッタ」にメガシンカを遂げる。
メガジュペッタ
黒くなった全身にチャックが加わり、両腕から三本の赤い爪が飛び出し、下半身もチャックが開いて赤い本体が顕になるなど、より不気味な姿になった。メガシンカにより呪いのエネルギーが暴走し、意図せずとも怨みの矛先は自分のトレーナーにも及んでしまうので、注意が必要。
メガシンカによって特性は「いたずらごころ」に変化する。

## ヨマワル
| 分類: おむかえポケモン | タイプ: ゴースト       | 高さ: 0.8m   | 重さ: 15.0kg       |
| 特性: ふゆう           | かくれ特性: おみとおし | 進化前: なし | 進化後: サマヨール |

人間の頭部の骸骨を被ったお化けのような姿をしたポケモンで、背中にも2本の骨の模様がある。どんなに分厚い壁でもすり抜ける力を持っている。夜行性で夜になると行動し始め、ヨマワルに一度でも狙われた獲物は、朝日が昇るまで追いかけられることになる。また、言いつけを守らない悪い子供はヨマワルにさらわれるという言い伝えもある。真っ赤な目で睨むことで大人をも硬直させ動けなくしてしまう能力を持つ。この赤い目玉こそがヨマワルの本体で、骸骨のような顔は見せかけである。子供の生命エネルギーを狙うために真夜中の街を彷徨う。
劇場版で『ピカピカ星空キャンプ』にてバルビート、ソーナノと先んじて登場し、TVアニメ版では『アドバンスジェネレーション』第1話に登場。自転車でミシロタウンに向かっているハルカを驚かせた。

## サマヨール
| 分類: てまねきポケモン | タイプ: ゴースト       | 高さ: 1.6m       | 重さ: 30.6kg       |
| 特性: プレッシャー     | かくれ特性: おみとおし | 進化前: ヨマワル | 進化後: ヨノワール |

ヨマワルの進化形。一つ目を持ったミイラのような姿をしており、胴体から離れた妖しげな手の動きと炎のように真っ赤に燃える一つ目で相手を催眠状態にして操る能力を持つ。身体の中身は空洞になっており、口を開く事でブラックホールのようにあらゆる物を吸い込んでしまい、吸い込まれたものは二度と戻れなくなるという。本体の中にある一つ目が本体とも言われているが見た者はいない。
『ルビー・サファイア・エメラルド』では四天王のフヨウが、先鋒と切り札として2匹使用する。『ダイヤモンド・パール』では新たにヨノワールという進化系が登場し、「れいかいのぬの」を持たせて通信交換することで進化する。
TVアニメ版では『アドバンスジェネレーション』第61話に、ある事情から顔と素性を明かさないコーディネーター「ファントム」と名乗る少年キミマロのポケモンとして初登場。シュウのロゼリアが全く歯が立たないほどの実力者。また、ANA機内で公開されたOVA『ピカチュウのおばけカーニバル』では、お化け屋敷に住むポケモンとして登場。バトルピラミッドのピラミッドキング、ジンダイの三度目のバトルでは一番手で登場。「くろいまなざし」で交代を封じ、「あやしいひかり」で混乱させる戦法で（サトシの判断ミスもあって）リザードンを撃破するが、フシギダネの「やどりぎのタネ」によるダメージの蓄積と「ソーラービーム」で敗れた。ロケット団のムサシとコジロウも使用しており、2匹がかりでゲンガーを襲うも反撃され敗北。使用技は二匹とも「ナイトヘッド」を使用し、ムサシのは「かげうち」「ほのおのパンチ」、コジロウのは「れいとうパンチ」も使用していた。

## トロピウス
| 分類: フルーツポケモン         | タイプ: くさ/ ひこう   | 高さ: 2.0m   | 重さ: 100.0kg |
| 特性: ようりょくそ/ サンパワー | かくれ特性: しゅうかく | 進化前: なし | 進化後: なし  |

ジャングルに生息する、竜脚類の様な姿をしたポケモン。背中にヤシの葉の様な翼が生え、重そうな見た目でありながら軽やかな飛行が可能である。首から上がバナナの木を連想させる容姿が特徴的。首の下になるバナナのような果実は実際に食べることができ、南国に住む子供たちの定番おやつとなっている。特にアローラ地方のトロピウスの首に実る果実は他の地方より格別に甘く最高の味とされる。自身も果物が大好物であり、余りに食べ過ぎた結果首に結実する様になったらしい。風媒花に属し、花粉を春に一度だけ撒くものの、結実は年に二回である。暖かい土地にはトロピウスを育てる牧場が存在する。
トレーナーでは「エメラルド」でジムリーダーのナギ、「スカーレット・バイオレット」で四天王のアオキが使用する。
2007年2月には『ポケモン☆サンデー』の企画で、特別なボールに入った「しょこたんのトロピウス」がポケモンセンター各店でデータ配布され、伝説のポケモン以外の配布としては異例の大行列を作った。トロピウスである理由は、225番道路にいる「エリートトレーナーのショウコ」がトロピウスを使用するからである。
アニメでは「アドバンスジェネレーション」に登場。ジュプトルと戦い敗れたものの、ジュプトルが恋したメガニウムがトロピウスと相思相愛だったため失恋し、進化したジュカインが技を出せなくなった原因を作ってしまった。

## チリーン
| 分類: ふうりんポケモン | タイプ: エスパー | 高さ: 0.6m         | 重さ: 1.0kg  |
| 特性: ふゆう           | かくれ特性: なし | 進化前: リーシャン | 進化後: なし |

風鈴のような姿をしたポケモン。体の空洞に反響させて鳴き声を発する。鳴き声のパターンは全部で7種類あり、それぞれを上手く使い分けて仲間とコミュニケーションを取る。怒ると小さな風音を体内で増幅して衝撃波を発生させ、身の丈を超える敵を吹き飛ばす程の威力になる。夏の時期が近づくと活発に飛び回る。頭部に有る吸盤で木の枝や軒下にぶら下がる。後に『ダイヤモンド・パール』から登場したリーシャンの進化系。
TVアニメ版ではロケット団のコジロウの手持ちポケモンとして登場。主にロケット団の名乗りの相づちや癒しを担当。途中で体調が悪くなり、親戚の家に預けられる形でコジロウの元を離れた。

## アブソル
| 分類: わざわいポケモン         | タイプ: あく               | 高さ: 1.2m   | 重さ: 47.0kg |
| 特性: プレッシャー/ きょううん | かくれ特性: せいぎのこころ | 進化前: なし | 進化後: なし |

ライオンの特徴を持った白澤のような姿をしたポケモン。全身は白い体毛に覆われており、右側頭部には鎌のように湾曲した黒い角を持つ。悪魔の羽のような黒い尻尾がある。長命のポケモンとして知られ、その寿命は100年に達する。環境の変化を敏感に察知し、自然災害を察知する能力を持つ。周囲に危険を知らせるために山奥から麓まで降りてくるが、それゆえに災害を呼び寄せるポケモンとの迷信が広まったり、災害感知能力の源と噂された角を人間に狙われたために、山岳地帯へと姿を消してしまった。このことから「災いを呼ぶポケモン」と誤解され、「わざわいポケモン」と呼ばれるようになった。あくタイプだが隠れ特性が「せいぎのこころ」であるなど、それほど邪悪な存在ではなく、実際あくタイプの技はレベルアップでは少数しか覚えない。どちらかと言えば野性的な印象の方が強い。
『ルビー・サファイア・エメラルド』では四天王のカゲツが切り札として使用する。また、『ハートゴールド・ソウルシルバー』では強化後の四天王・カリンが、『ブラック2・ホワイト2』ではチャレンジモードにての四天王ギーマが、『X・Y』ではライバルのセレナまたはカルムの手持ちポケモンとして使用する。『オメガルビー・アルファサファイア』のカゲツの個体(再戦時)と『X・Y』のセレナ/カルムの個体(キナンシティでの戦闘時)はメガシンカする。
『X・Y』では「メガアブソル」へとメガシンカを遂げる。
メガアブソル
メガシンカに伴うエネルギー増幅によって胸元および首周りの体毛が逆立ち、背中に翼を生やしたような外観となるが、実際には体毛なので飛べない。本来は争いを好まないためこの姿に変わることを嫌っている。体毛が逆立つと同時に、エネルギーを威圧のオーラに変えているため、気の弱い人がこの姿を見てショック死することもある。さらに伸びた頭部の体毛を下に垂らす。頭部右側の角が肥大化し、左側からも小さな角が生えるようになった。
特性は「マジックミラー」に変化し、変化技への耐性を獲得。ステータスは元から低い耐久面以外が上昇する攻撃一辺倒の変動となり、特にとくこうとすばやさが大きく上昇する。
TVアニメ版では『アドバンスジェネレーション』の初代オープニングのラストに登場した。また、シュウのポケモンとしても登場し、ハルカのワカシャモと激闘を繰り広げた。
『Pokémon UNITE』では操作ポケモンとして登場。高い素早さを活かした接近戦が得意。ユナイトわざは連続で切り付け攻撃する「ダークスラッシャー」。

## ソーナノ
| 分類: ほがらかポケモン | タイプ: エスパー       | 高さ: 0.6m   | 重さ: 14.0kg       |
| 特性: かげふみ         | かくれ特性: テレパシー | 進化前: なし | 進化後: ソーナンス |

ソーナンスの進化前。いつも我慢しているソーナンスとは対照的に活発な性格をもち、常に笑みを絶やさない。怒ると尻尾を地面に叩くが笑顔は変わらない。群れで行動し眠る時は仲間と体を寄せ合う。遊ぶときは押しくら饅頭のように互いの身体を押し合い、この遊びを通して我慢強く育つ。頭部にある垂れた耳の様な手で果物を掴んで食べる。
『ルビー・サファイア』ではフエンタウンで「おんせんばあさん」からタマゴを貰うことができる。
TVアニメ版では金銀編の時点で登場しており、ゲームに先行している。『アドバンスジェネレーション』では第113話の舞台であるマボロシじまに大勢で生息していた。
第8シリーズでは76話にてソーダヨのパートナーとして登場。声優は社本悠。

## ユキワラシ
| 分類: ゆきかさポケモン             | タイプ: こおり       | 高さ: 0.7m   | 重さ: 16.8kg     |
| 特性: せいしんりょく/ アイスボディ | かくれ特性: ムラっけ | 進化前: なし | 進化後: 本文参照 |

黒い1頭身の体に雪傘を纏った雪ん子のような姿をしたポケモン。マイナス100度の冷気にも耐える身体を持つ。雪国など雪の多い土地に生息。5匹以上のグループで行動し、雪や氷のみを食べて生活する。また野生のユキワラシは人の住む家に訪れることがあり、ユキワラシが訪れたその家は億万長者になり代々栄えるという伝承がある。春や夏の時期になると、鍾乳洞の奥底でひっそりと暮らす。雪国では真夜中に姿を見せると朝には雪が積もると言われる。
『ルビー・サファイア・エメラルド』では進化形がオニゴーリだけだったが、『ダイヤモンド・パール』では♀のみが「めざめいし」というアイテムを使用することで進化できるユキメノコが新たに登場した。
TVアニメ版ではサトシのポケモンとして登場。声優は伊東みやこ。

## オニゴーリ
| 分類: がんめんポケモン             | タイプ: こおり       | 高さ: 1.5m         | 重さ: 256.5kg |
| 特性: せいしんりょく/ アイスボディ | かくれ特性: ムラっけ | 進化前: ユキワラシ | 進化後: なし  |

ユキワラシの進化形。進化前とは全く異なる容姿を持ち、鬼のような顔をしていて、「がんめんポケモン」の分類通り、体全体が頭だけで構成されている。雪山で登頂間近で遭難した登山者の無念が岩に宿って生まれたといわれている。2本の角を生やした岩の体を鋼以上の硬度の氷の鎧で固めたような姿をしており、岩の体はそんなに硬くない。また、体を包む氷の鎧はレジアイスと同様に高熱の炎でも溶かすことができない。空気中にある水分を一瞬で凍らせ、周囲にダイヤモンドダストを発生させるほどの氷を自在に操る。獲物を捕らえるときは相手を凍らせ動けなくしてから食べるが、バニプッチやカチコールなど、元々凍っているポケモンの方が好物。浮遊して移動する。
『ルビー・サファイア・エメラルド』『オメガルビー・アルファサファイア』では四天王のプリムが使用する(『オメガルビー・アルファサファイア』の再戦時はメガシンカする)。『ハートゴールド・ソウルシルバー』では、チョウジタウンのジムリーダー・ヤナギ（再戦時のみ）が使用している。他にも『スカーレット・バイオレット』ではアカデミー教師のミモザが使用する。
『オメガルビー・アルファサファイア』では「メガオニゴーリ」にメガシンカを遂げる。
メガオニゴーリ
額に角がさらに1本生え、有り余るメガシンカのエネルギーが口からあふれ出し、顎が外れて壊れてしまった。もはや口を閉じることはできないが、その一方で冷気を放出する力は大幅にアップしており、辺り一帯をホワイトアウトさせる程強化された。敵を巨大な口に放り込み、一気に冷気を出して瞬間的に冷凍してしまう。一方でその砕けた顎が災いして上手くエサを食べられず苛立っている。
メガシンカすることによって「すばやさ」の他、特に「こうげき」「とくこう」が大幅に上昇した他、特性は「フリーズスキン」に変わる。
テレビアニメ『アドバンスジェネレーション』ではサトシのユキワラシが進化した姿として登場。ホウエンリーグで活躍した。通常より小柄のサイズでサトシの身長の約半分くらいの高さであったが、『第7シリーズ』では通常と同じサイズになっている。声優は小西克幸。
テレビアニメ第8シリーズ（『リコとロイの旅シリーズ』）ではエクスプローラーズのメンバーであるサンゴ（声 - 大谷育江）のパートナーとして第24話から登場。サイズは通常と同じ。サンゴには忠実だが、「じばく」させられるなど道具のような扱いを受けることもある。使用する技は「ふぶき」、「じばく」（いずれも第25話から使用）、「かみくだく」、「アイススピナー」（いずれも第43話から使用）。こちらの声優は第7シリーズでは数多くのポケモンを演じていた他、今作ではコルサのウソッキーとルッカとダイアナのイキリンコとハンベルのヨノワール役などを担当する光部樹（第27話（『テラパゴスのかがやき』第2話）のエンディングクレジットで判明）。他にも第26話（『テラパゴスのかがやき』第1話）から変更されたオープニング映像およびエンディング映像にも登場。
劇場版『ボルケニオンと機巧のマギアナ』ではジャービスのポケモンとして登場。彼の魔術によって強制的にメガオニゴーリにメガシンカさせられる。声優は特別出演のあばれる君。
アニメでの鳴き声は「オニー！」で「ゴリー！」とは鳴かない。
『ちゃお』で連載されているテレビアニメ第8シリーズ（『リコとロイの旅シリーズ』）を基にしたスピンオフギャグ漫画『ポケットモンスター 〜よりみちぼるてっかーず!!〜』の作者である喜瀬りっかの好きなポケモンでもある。

## タマザラシ
| 分類: てたたきポケモン           | タイプ: こおり/ みず | 高さ: 0.8m   | 重さ: 39.5kg       |
| 特性: あついしぼう/ アイスボディ | かくれ特性: どんかん | 進化前: なし | 進化後: トドグラー |

球体の形をした可愛らしいアザラシのようなポケモン。パウワウと同様寒冷地の海に生息。その体系から這ったり泳いだりするのは不得手であり、基本的に氷の上を転がって移動する。波間に漂い海の様子を探り、獲物を発見すると群れのトドゼルガに知らせる。体毛は保温効果が高く極寒に強い。食事の際に集団で拍手をして喜ぶことから「てたたきポケモン」の異名をとる。
TVアニメ版では『アドバンスジェネレーション』第36話にヨウスケの手持ちポケモンとして登場。サトシに甘えてきた。

## トドグラー
| 分類: たままわしポケモン         | タイプ: こおり/ みず | 高さ: 1.1m         | 重さ: 87.6kg       |
| 特性: あついしぼう/ アイスボディ | かくれ特性: どんかん | 進化前: タマザラシ | 進化後: トドゼルガ |

タマザラシの進化形。流氷地帯に生息するトドのような外見のポケモン。こおりポケモンらしく全身は水色と白で色取られている。たままわしポケモンの名の通り、鼻の上で物を回すことを得意とし、回しながらその感触とにおいを記憶する。時にはタマザラシやモンスターボールを回すこともある。1日5回ほどは海に潜って獲物を取っている。前足の力は氷を砕く程強い。
『ルビー・サファイア・エメラルド』では、ルネジムリーダーのミクリ（エメラルドではアダン）や、四天王の3番手・プリムが使用する（『エメラルド』では2体のうち1体がオニゴーリに代わって先発）。
TVアニメ版では『アドバンスジェネレーション』第36話にてクスノキ館長の手持ちとして初登場。また、ルネシティのジムリーダー・アダンの手持ちポケモンの一匹として登場し、アズマオウとともにサトシのユキワラシを撃退するなどの強さを見せる。

## トドゼルガ
| 分類: こおりわりポケモン         | タイプ: こおり/ みず | 高さ: 1.4m         | 重さ: 150.6kg |
| 特性: あついしぼう/ アイスボディ | かくれ特性: どんかん | 進化前: トドグラー | 進化後: なし  |

トドグラーの進化形。その外見はトドよりセイウチに近い。「こおりわりポケモン」の通り、二本の大きな牙は氷山を一撃で粉砕するほどのパワーを秘めている。皮下には分厚い脂肪組織が発達し、氷海の生活における断熱材の役割を果たすほか、敵からの攻撃を吸収・緩和して身を守る役割も持つ。2、30匹程の群れを作り、群れを率いるリーダーは、他の場所からやって来たトドゼルガを命がけで倒すことがあるという。牙は一生伸び続け、戦いなどで折れる事が有っても約1年で生え変わり、折れた牙はヒスイ地方（シンオウ地方の旧称）の名物になっている。
『ルビー・サファイア』ではホウエン地方のポケモンリーグ四天王、プリムが使用するポケモンでもある。命中率は低いが、当たると一撃で敵を「ひんし」状態にするわざ「ぜったいれいど」を使用する。『ハートゴールド・ソウルシルバー』ではチョウジジムリーダーのヤナギが強化後に使用する。
TVアニメ版では『アドバンスジェネレーション』第96 話にてイワシミズが使用し、ヌオーと共に、サトシのピカチュウとジュプトルを追い詰めたが、サトシの機転で敗北した。ホウエンリーグではカエデの切り札として登場。限界まで鍛えた防御力でサトシのオオスバメ、ヘイガニを続けて下し、ジュプトルとも一歩も譲らぬバトルを展開し、次第に劣勢となり敗北した。アクア団の手持ちとしても登場。

## パールル
| 分類: 2まいがいポケモン | タイプ: みず       | 高さ: 0.4m   | 重さ: 52.5kg     |
| 特性: シェルアーマー    | かくれ特性: びびり | 進化前: なし | 進化後: 本文参照 |

真珠貝のような姿をしたポケモン。主にホウエン地方に生息する。その名前や見た目の通り、一生に一度最高の真珠を作ると言われている。シェルダー、パルシェン同様に頑丈な殻を持ち、この殻に守られて成長する。殻は防御手段として使われる以外に、獲物を挟んで捕食することも可能。本体が殻に収まらなくなったパールルは進化が近づいてる証拠とされ、その際に作られる真珠は不思議な力を宿すと言われる。なお、バネブーの頭にのっている真珠はパールルが作ったものである。シェルダーも同じく真珠を作るポケモンと知られているが、パールルの真珠の価値はその10倍にまで跳ね上がる。
「しんかいのキバ」を持たせて通信交換することによりハンテールへ、「しんかいのウロコ」を持たせて通信交換することによりサクラビスに進化する。
TVアニメ版では『アドバンスジェネレーション』第93話に登場。ミナモ沖のレフレ島に多数生息していた。

## ハンテール
| 分類: しんかいポケモン | タイプ: みず             | 高さ: 1.7m       | 重さ: 27.0kg |
| 特性: すいすい         | かくれ特性: みずのベール | 進化前: パールル | 進化後: なし |

パールルの進化形でサクラビスとは対をなす存在。深海魚のような外見で、体の色もハナヒゲウツボに近い。深海深くに生息するため長らく発見されなかったポケモン。尻尾がツノダシに似た魚形になっており、これを発光させ、魚と間違えて近付いて来た水生生物を捕食する。深海の水圧に耐えるため、サクラビスが皮膚を硬く変化させたのに対し、こちらは背骨を太く頑丈にすることで適応している。ハンテールが浜に打ち上げられると不吉な事が起こるという言い伝えがあるらしい。
パールルに「しんかいのキバ」を持たせて通信交換することによって進化する。
TVアニメ版では『アドバンスジェネレーション』第95話にてサクラビスと揃って登場。「しんかいのキバ」の効力で進化する姿が描かれている。

## サクラビス
| 分類: なんかいポケモン | タイプ: みず               | 高さ: 1.8m       | 重さ: 22.6kg |
| 特性: すいすい         | かくれ特性: うるおいボディ | 進化前: パールル | 進化後: なし |

パールルの進化形でハンテールとは対をなす存在。南方の深海に生息し、桃色の細長い体が美しい。春になって海水温が上がると色が一層鮮やかになる。水圧に耐えるため体表は極めて硬い。ポケモン図鑑によって藻食と説明されたり、他の水棲生物の体液を吸うと解説されたりしており、食性について記述が一致していない。体液を吸われて肉だけ残った死骸は、他のポケモンの餌になる。
パールルに「しんかいのウロコ」をもたせ、通信交換することによって進化する。
TVアニメ版では『アドバンスジェネレーション』第95話にてハンテールと揃って登場。

## ジーランス
| 分類: ちょうじゅポケモン   | タイプ: みず/ いわ     | 高さ: 1.0m   | 重さ: 23.4kg |
| 特性: いしあたま/ すいすい | かくれ特性: がんじょう | 進化前: なし | 進化後: なし |

シーラカンスのような姿をしたポケモン。海底調査で初めて発見され、ジーランスの名前は発見者の名前をもじってつけられた。1億年もの長期間姿が変わっておらず、生きている化石とされるポケモン。海底での水圧に耐えるために、身体は岩の様なゴツゴツとした鱗で全身が覆われており、体内の脂も多い。胸鰭を使って海底を歩くように這う。口には歯が1本もなく微生物だけを食べて生きている。オスとメスの違いはエラの長さで、エラの長い方がオスで短い方がメス。
『ルビー・サファイア・エメラルド』において「おふれのせきしつ」へ進入するための鍵となるポケモンの一匹。
ゲーム『ハートゴールド・ソウルシルバー』では「かくとうどうじょう」の再戦で、『ブラック2・ホワイト2』ではワールドトーナメントで共に、カントー地方のジムリーダー・タケシが使用している。他には「サン・ムーン」でアーカラ島しまクイーン兼四天王のライチが使用する。
TVアニメ版では『アドバンスジェネレーション』第2話で一瞬だけ登場したほか、第94話にも登場した。

## ラブカス
| 分類: ランデブーポケモン | タイプ: みず               | 高さ: 0.6m   | 重さ: 8.7kg  |
| 特性: すいすい           | かくれ特性: うるおいボディ | 進化前: なし | 進化後: なし |

熱帯の浅い海に生息する魚ポケモンの一種。桃色で薄い体を持ち、ハート型の体形をしており、実在の魚類では淡水魚のディスカスに近くなっている。ヒレやエラのような器官が存在せず、非常にシンプルなデザイン。口の先と頬の一部が白い。『New ポケモンスナップ』ではカメラを拡大すると、体の表面に並ぶ鱗がハート形になっていることが確認可能。告白時にラブカスを贈る、ラブカスに出会ったカップルは別れないなど、恋愛にまつわる風習・伝説を持つ。海水浴に来たカップルを見ると後ろについてゆくことからラブカスと名づけられたらしい。カップル客が多いホテルでは、プールに放流される。定期的に繁殖期が存在し、その際には海面が一面ラブカスの体色で覆われるという。サニーゴの頭の枝を寝床にすることがある。テッポウオやヨワシなどのように群れで泳ぐ姿が見られるが、1匹だけになると気弱で隙だらけになり、そこをペリッパーに狙われる。
野生のラブカスは、わざおしえマニアが欲しがる「ハートのウロコ」を持っていることがある。『ソード・シールド』以降の作品にハートのうろこは出現しない。
『ルビー・サファイア』ではルネジムリーダーのミクリ（『エメラルド』ではアダン）も先発として使用する。
『ダイヤモンド・パール』ではポケモンセンターなどのイベントで配布されたポケッチアプリ「あいしょうチェッカー」に登場し、画面上で2匹のラブカスが手持ちポケモンのタマゴの見つかりやすさを教えてくれる。
TVアニメ版ではサイドストーリー「カスミとラブカス！ラブバトル！」でカスミと彼女の姉のサクラがそれぞれ所有し、それぞれカスミは「カスリン」、サクラは「ラブリン」というニックネームを付けて呼んでいた。声優はカスリンは阪口大助、ラブリンは氷上恭子。『アドバンスジェネレーション』ではルネジムジムリーダーであるアダンの3番手で登場。サトシのジュプトルを「てんしのキッス」で混乱させて撃破し、ヘイガニも水しぶきによる特性「すいすい」で翻弄したが、水しぶきを封じられ「クラブハンマー」で敗れた。

## タツベイ
| 分類: いしあたまポケモン | タイプ: ドラゴン       | 高さ: 0.6m   | 重さ: 42.1kg     |
| 特性: いしあたま         | かくれ特性: ちからずく | 進化前: なし | 進化後: コモルー |

小さなドラゴンポケモン。小さくて手足が短いが、全身が筋肉のかたまりで力はなかなか強い。空を飛ぶことを夢見ており、崖からいつも飛び降りて空を飛ぶ練習を欠かさない。落ちる度に頭の表面が鍛えられ、石頭になる。飛べない腹いせに頭突きで周囲の岩を粉々にすることもある。いつか空を飛べると信じて止まないのは、遺伝子情報の影響ではないかと囁かれ、頭突きを繰り返すのも進化に影響する細胞を本能的に刺激してるという説もある。群れを作らず単独で暮らす。
TVアニメ版では『アドバンスジェネレーション』第43話に登場。ミッシェルが使うポケモンで、空を飛ぶことを夢見て崖から幾度も飛び降りてきた。ロケット団の襲撃後にコモルーに進化した。2019年版『ポケットモンスター』には出番は無いが14話でカラバリが色違い(緑色)をゲットしている。

## コモルー
| 分類: にんたいポケモン | タイプ: ドラゴン     | 高さ: 1.1m       | 重さ: 110.5kg      |
| 特性: いしあたま       | かくれ特性: ぼうじん | 進化前: タツベイ | 進化後: ボーマンダ |

タツベイの進化形。白い殻に四足が付いたようなポケモン。殻にこもって進化の時を待っている。飲まず食わずで洞穴の奥で翼が生えるのをじっと待ち続けている。動きは鈍いが体はとても頑丈。殻の中ではボーマンダに進化するために細胞が爆発的に変化し続け、進化の時が来ると殻が剥がれ落ちる。この殻は骨と同じ成分で出来ている。足は短くさなぎのようにずんぐりとした姿であまり動かないが、サナギラスと同じように外敵と戦う力は持っている。非常に無口でほとんど鳴かない。
TVアニメ版では『アドバンスジェネレーション』第43話にてミッシェルのタツベイが、その話の終盤に進化してコモルーになる。また、ゲーム同様、四天王のゲンジが使用。ピカチュウの攻撃を高い耐久力で受け流し、最後は「りゅうのいぶき」「ドラゴンクロー」で勝利する。

## ボーマンダ
| 分類: ドラゴンポケモン | タイプ: ドラゴン/ ひこう   | 高さ: 1.5m       | 重さ: 102.6kg |
| 特性: いかく           | かくれ特性: じしんかじょう | 進化前: コモルー | 進化後: なし  |

コモルーの進化形。体の細胞が突然変異を起こし翼が生えたことでタツベイの頃より願望した飛行能力を手に入れ、その歓喜の気持ちを現すために、大空を飛び回って炎を吐いて喜ぶ。全体的に鋭利な体躯で、牙や大きな翼などを持ち、西洋風のドラゴンに近い外見をしている。四足歩行のようだが、あくまで空を飛ぶことを好む。体の色は青く、翼は真紅に染まっている。コモルーの頃の殻の一部が剥がれ落ちずに腹部に残る。怒ると我を忘れ、爪や牙で斬り裂き、炎で周りの物を燃やし尽くしながら暴れまわるという。ギャラドスと似た性格で、特性も同じく「いかく」に変わった。餌を巡ってガブリアスと激しい空中戦を繰り広げることもある。
『ルビー・サファイア・エメラルド・オメガルビー・アルファサファイア』では四天王のゲンジが手持ちの切り札としている他、『エメラルド』の「バトルドーム」ではドームスーパースターのヒース、『オメガルビー・アルファサファイア』では伝承者のヒガナ、『ダイヤモンド・パール・プラチナ』の「しょうぶどころ」ではポケモントレーナーのゲン、『ハートゴールド・ソウルシルバー』では強化後のチャンピオン・ワタル、さらに『ブラック2・ホワイト2』のチャレンジモードではチャンピオンのアイリスが再戦で（クリムガンに代わって）使用しているなど、ゲーム内では多くの強豪トレーナーが使ってくる。このうち『オメガルビー・アルファサファイア』のゲンジとヒガナの個体は2回目以降の戦闘時にメガシンカする。さいきょうクラスポケモンキャンペーンでは「ドラゴンタイプ 物理最強クラス」として2008年2月15日 - 3月14日に全国のポケモンセンターなどで配布された。
『オメガルビー・アルファサファイア』以降では、「メガボーマンダ」へとメガシンカを遂げる。
メガボーマンダ
メガシンカのエネルギーが翼に集中しており、2枚の自慢の翼が合体・巨大化し、三日月状の1枚の翼となった。そのストレスで暴れ回る。この翼は高速飛行時には刃物のような斬れ味を発揮し、障害物を真っ二つに切断・排除してしまう。腹部に残った殻の一部が大きく伸び、その隙間に前足を乗せて飛行体勢をとり安定性を維持することで、複雑な地形でも高速で飛べる。別名、「血に濡れた三日月」。
メガシンカによって特性は「スカイスキン」に変化。能力は「ぼうぎょ」が大きく上昇する。「ずつき」や「すてみタックル」など元々多く憶えるノーマル技が特性によって大きく強化され、攻撃バリエーションが増加している。公式でも「スカイスキン」とノーマル技のコンボを紹介している。
TVアニメ版では『アドバンスジェネレーション』第101話にて四天王ゲンジの切り札として登場。ピカチュウを奪おうとしたロケット団に怒ったゲンジが繰り出し、「ドラゴンクロー」と「かえんほうしゃ」でロケット団を吹っ飛ばした。サトシ達もゲンジのボーマンダの桁違いの強さを実感していた。
『ダイヤモンド&パール』では、ポケモンハンターJの手持ちポケモンとして登場。Jの切り札的存在のようで、Jのポケモンでは最も出番が多かった。
『XY&Z』のカロスリーグにてショータのコモルーが進化して登場。サトシのオンバーンと一進一退の勝負を繰り広げ、「ドラゴンダイブ」と「アクロバット」のぶつかり合いの末、引き分けた。
『七夜の願い星 ジラーチ』で、バトラーのポケモンとして登場し、ファウンスに棲む野生のフライゴンと空中戦を繰り広げた。声優は小西克幸。
『ダイヤモンド・パール』の発売当初、「ポケモンだいすきクラブ」において、『コロコロコミック』編集部の和田と「ポケモンだいすきクラブ」スタッフの対戦模様の記事が掲載されていたが、その対戦で和田のボーマンダは『プラチナ』以降でないと習得不可能なはずの「げきりん」を覚えていた。このことから、少なくとも使用されたボーマンダはデータが改ざんされていることが分かる。なお、該当のシーンは後に「りゅうせいぐん」を使用しているものに差し替えられた。

## ダンバル
| 分類: てっきゅうポケモン | タイプ: はがね/ エスパー | 高さ: 0.6m   | 重さ: 95.2kg     |
| 特性: クリアボディ       | かくれ特性: ライトメタル | 進化前: なし | 進化後: メタング |

青い鋼鉄の体躯を持ったポケモン。球形の頭から後方へと一本の脚が伸びている。頭には赤い目が一つ存在するのみであり、赤い目の横に目穴よりも小さな穴が空いている。全身の細胞全てが磁石で構成され、体内には血液の代わりに磁力が循環している。地球の磁力と反発することによって浮遊しており、眠る時は三本の爪を崖などに食い込ませ、体を固定する。磁力は仲間との会話にも用いられる。また、ダンバル同士は脳波で交信することもあり、群れはあたかも一匹のポケモンであるかのような一糸乱れぬ動きをする。怒らせると暴れるだけでなく強力な磁力を放つため、付近の機械は内外共に破損してしまう。
『ルビー・サファイア』では野生の個体は出現せず、シナリオクリア後にチャンピオンのダイゴから主人公に託される。以降の作品では野生の個体も出現するが、被捕獲度は3と伝説のポケモン並に非常に低い。
当初は「とっしん」しか覚えていなかったが、次世代以降は教え技として「ずつき」「アイアンヘッド」「しねんのずつき」「てっぺき」を習得した。『ソード・シールド』では捕獲率の低さや反動ダメージによる自滅頻度の高さが問題となっていたからか、「とっしん」が「たいあたり」に変更された。また、新たな教え技として「てっていこうせん」も習得できるようになった。
TVアニメ版では『アドバンスジェネレーション』で登場したサトシのライバル・マサムネのポケモンとして登場。かなりの根性の持ち主で、「とっしん」でピカチュウと互角に張り合うほどの実力の持ち主。ホウエンリーグ予選ではエレブーの「まもる」によって自分が「とっしん」の反動ダメージを受けてしまい追い詰められるが、土壇場でメタングに進化し勝利した。

## メタング
| 分類: てつツメポケモン | タイプ: はがね/ エスパー | 高さ: 1.2m       | 重さ: 202.5kg      |
| 特性: クリアボディ     | かくれ特性: ライトメタル | 進化前: ダンバル | 進化後: メタグロス |

ダンバルの進化形。青い円盤状の本体に2本の腕を持つ。2体のダンバルが合体した姿とされ、腕の形状がダンバルの脚に酷似しており、合体の経過がうかがえる。合体時に2つの脳が磁力の神経で結ばれ、強力なサイコパワーを発揮する。移動時は腕を後ろに回し、時速100kmで空中を高速移動する。頑丈な体を持ち、ジェット機と衝突しても傷ひとつ負うことはないという。磁力を放つ鉱物を好み、特にノズパスの鼻を狙うことが多い。
TVアニメ版では『アドバンスジェネレーション』で初登場。サトシのライバル、マサムネのダンバルがホウエンリーグの予選の途中で進化。決勝トーナメント2回戦のトリで登場し、サトシのオニゴーリと本気の気合と根性のバトルを展開し、敗北した。
テレビアニメ第8シリーズ（『リコとロイの旅シリーズ』）では第18話でのフリードの回想にてライジングボルテッカーズのメンバーでメカニック担当でもあるオリオ（声 - 佐倉綾音）のパートナーであるメタグロスの進化前の姿として登場。また、「壁に耳あり障子に目あり」ということわざを基にした「壁にミミロル障子にメタング」が登場した。
2005年夏に日本全国9都市で開催されたイベント、ポケモンフェスタ2005では『ポケモンXD 闇の旋風ダーク・ルギア』の体験プレイ時にメタングが配布された。このメタングは通常では習得できない技「リフレッシュ」を習得しているのが特徴である。

## メタグロス
| 分類: てつあしポケモン | タイプ: はがね/ エスパー | 高さ: 1.6m       | 重さ: 550.0kg |
| 特性: クリアボディ     | かくれ特性: ライトメタル | 進化前: メタング | 進化後: なし  |

メタングの進化形で、メタング2体が合体して誕生した。すなわちダンバルの4体合体形でもある。四足歩行型ロボットのような姿をしており、前方にはX字型のプロテクターのようなものがついている。複雑怪奇な神経ネットワークによって繋がれた4つの脳を持つため、スーパーコンピューターより計算が速い。四対の鋼鉄の脚部には、それぞれ3本の爪が付いている。口は胴体の下部（腹）の部分にある。獲物に飛びついてそこから捕食するが、何を食べるのかは明らかにされていない。脚を折り畳んで飛行形態に変形が可能。気温が低ければ低いほど磁力が強まるので、雪山に住む個体は特に元気がいい。
『ルビー・サファイア』『エメラルド』『オメガルビー・アルファサファイア』で、ダイゴの切り札として登場。弱点の少なさと高水準な能力、そして進化前を含めて野生・トレーナー戦で登場しないため、まさに最後の壁としてプレイヤーに立ちはだかる。『オメガルビー・アルファサファイア』ではメガシンカする。『ハートゴールド・ソウルシルバー』では再戦時のミカンが先発に使用。『ブラック・ホワイト』では四天王のカトレアがクリア後に使用し、手持ちの中で最高レベルのポケモンとなっている。『ブラック2・ホワイト2』でもカトレアが再戦時に使用する他、元プラズマ団のアクロマがP2ラボでの再戦時にメタングから進化する形で使用する。『サン・ムーン』ではホクラニ天文台所長のマーレイン（『ウルトラサン・ウルトラムーン』ではハラに代わる四天王も兼任）が使用する。「スカーレット・バイオレット」ではブルベリーグ四天王のネリネが使用する。
『オメガルビー・アルファサファイア』以降では、「メガメタグロス」へとメガシンカを遂げる。
メガメタグロス
サイコパワーによって、通常のメタグロスにさらにダンバル2匹とメタング1匹が合体し、合わせてダンバル8匹の合体系と化した。顔のプロテクターは金色に変色し、下部へのメタングの合体により口部には1本の角が付加されるとともに、体前部にそれぞれ太く鋭い形状となった鉤爪が3本ずつ付加された大型4本、体後部に中型2本と小型2本、合計8本脚となる。メガシンカ後は地に脚を踏むことはなく常に浮遊し、脚がそれぞれ前後を向いた飛行形態を常時維持している。ダンバル、メタング、メタグロス同士の脳がそれぞれ並列的に情報収集を行うことで、さらに知能が高くなっており、計算された冷徹な戦闘を得意とする。それでも勝てないと判断した場合は、巨大な爪で拘束したまま「だいばくはつ」による道連れを狙う。
メガシンカによって特性が「かたいツメ」に変化。能力は「HP」を除いた全能力が上昇、特に「すばやさ」が大きく上昇する。バランスの取れた能力に加え、数多く覚える強力な直接攻撃の威力が特性によって上昇することで、耐久力に加えてずば抜けた突破力を獲得している。
TVアニメ版では『アドバンスジェネレーション』で初登場。ホウエンリーグでテツヤの5匹目のポケモンとして使用された。強力なエスパー技と破壊力を駆使し、オオスバメ、ジュプトルに傷をつけられながらも倒すが、ピカチュウには「アイアンテール」「10まんボルト」で傷を集中的に攻撃され、最後はとどめの「かみなり」に敗れる。バトルフロンティア編ではフロンティアブレーンのタワータイクーン・リラが使用。初戦ではリラの2匹目として繰り出され、サトシのピカチュウを倒してバトルに勝利している。再戦時でもヘイガニを倒し、ケンタロスと相打ちになる活躍を見せた。
『XY最強メガシンカ ActII』ではダイゴのパートナーとして色違いの固体が登場。ゲームに先駆けてメガメタグロスへとメガシンカした姿を見せた。相性の悪いアランのメガリザードンXとも互角に戦えるほどの実力である。声優は三宅健太。
『XY&Z』のカロスリーグにてアランのメタングが進化して登場、サトシのピカチュウを「こうそくいどう」で翻弄し「いわなだれ」や「コメットパンチ」など強力な技で圧倒するも、「コメットパンチ」を構えた直後に「エレキボール」を食らい、頭に飛び乗られ「10まんボルト」を浴びながら振り払うも上空から「アイアンテール」を叩きこまれ敗北した。こちらの声優は石塚運昇。
第7シリーズではシンジのポケモンとして登場、サトシのゲンガーを「こうそくいどう」と「サイコキネシス」で圧倒するもゲンガーが新たに覚えた「おにび」でやけどにされ「コメットパンチ」のパワーが下がり「シャドーボール」で敗北。
テレビアニメ第8シリーズ（『リコとロイの旅シリーズ』）ではライジングボルテッカーズのメンバーでメカニック担当でもあるオリオ（声 - 佐倉綾音）のパートナーの一体として登場。主にバトルや移動手段として活躍する。声優は『XY最強メガシンカ ActII』および『XY&Z』、第7シリーズではダイゴの個体を演じていた他、今作では同じメンバーであり料理人でもあるマードック役を担当する三宅健太（第99話のエンディングクレジットで判明）。
『大乱闘スマッシュブラザーズシリーズ』では、第3作『大乱闘スマッシュブラザーズX』以降、アイテム「モンスターボール」から出現するポケモンの一体として登場。「じしん」で近くの敵ファイターを地面に埋め込み、追撃して吹っ飛ばす。

## レジロック
| 分類: いわやまポケモン | タイプ: いわ     | 高さ: 1.7m   | 重さ: 230.0kg |
| 特性: クリアボディ     | かくれ特性: なし | 進化前: なし | 進化後: なし  |

大昔にレジギガスの手で特殊な岩と粘土から作り出され、レジアイス、レジスチル、レジエレキ、レジドラゴと共に古代人の手によって封印されたといわれる、ホウエン地方の伝説のポケモンの1種。いわやまポケモンの分類の通り、全身が岩石でできたロボットやゴーレムのような姿をしている。一般的な無機物のポケモンとは異なり、体内には脳や心臓などに該当する器官が一切存在せず、動く原理なども明らかとなっていない。戦いで体が破損すると、別の岩を体にくっつけて直すらしく、それが故か体を構成する岩は全て別々の場所で採取されたものらしい。下半身に対して上半身が大きく、指がない。
『ルビー・サファイア・エメラルド』では、「さばくいせき」にゲーム中1匹だけ登場。洞穴に刻まれた点字の謎を解かなければ会うことのできないポケモンである。また、『ダイヤモンド・パール・プラチナ』ではレジギガスを出現させるために必要なポケモンの1種でもある。『プラチナ』では、2008年の映画『ギラティナと氷空の花束 シェイミ』の前売券特典として配布されたレベル100のレジギガスが手持ちにいると、228番道路のある部屋が遺跡に変化し、そこにレジロックが現れる。『ブラック2・ホワイト2』ではエンディング後、ホドモエシティの北西からヤーコンロードを通って行ける地底遺跡に出現（Lv,65）。捕獲後はブラック2では「くろがねのカギ」、ホワイト2では「ひょうざんのカギ」がそれぞれ手に入る。イッシュリンクのキーシステムでバージョン間での交換でレジアイス、レジスチルも入手可能。『ウルトラサン・ウルトラムーン』では「にちりんのさいだん」（「がちりんのさいだん」）からウルトラワープライドで行ける「ウルトラスペースゼロ 洞窟の世界」に出現。『ソード・シールド』では有料追加コンテンツ(エキスパンション・パス)「冠の雪原」の岩山の遺跡に出現。『ブリリアントダイヤモンド・シャイニングパール』では殿堂入り後に行けるハマナスパークに出現（みちびきのせきばんが必要）。
TVアニメ版では『アドバンスジェネレーション』でバトルフロンティアのピラミッドキング・ジンダイが使用し、サトシのジュカインを倒した。『ダイヤモンド&パール』ではレイジの回想でドラピオンを倒し、シンジのハリテヤマ、エレブー、リングマ、ブーバーを倒した。アニメでは初めて、ゲットされている伝説のポケモンである。声優は小西克幸。ANA作品『ピカチュウたんけんクラブ』では野生のレジロックが登場。声優は三宅健太。2005年公開の『ミュウと波導の勇者 ルカリオ』では世界のはじまりの樹を守護するポケモンとして登場。この際、強固な体をコマのように回転させて地中を掘り進むという荒業を見せた。声優は宮下栄治。

## レジアイス
| 分類: ひょうざんポケモン | タイプ: こおり   | 高さ: 1.8m   | 重さ: 175.0kg |
| 特性: クリアボディ       | かくれ特性: なし | 進化前: なし | 進化後: なし  |

大昔にレジギガスの手で特殊な氷山の氷から作り出され、レジロック、レジスチル、レジエレキ、レジドラゴと共に古代人の手によって封印されたといわれる、ホウエン地方の伝説のポケモンの1種。全身を形成する氷は氷河期に作られたものであるとされ、この氷は南極の氷と同じものであるという研究結果も発表されている。常に液体窒素が生成出来るマイナス200℃の冷気を纏っており、その体は炎やマグマの熱でも溶かすことができず、迂闊に近づいただけで相手を凍りつかせるという。顔にあたる部分に点字のような意匠が描かれている。なお、脚が氷柱のように先端が細くなっている為アイススケートのように常に動き回っていないと立つことが出来ない。
『ルビー・サファイア・エメラルド』では、「こじまのよこあな」に1匹だけ出現する。洞穴に刻まれた点字の謎を解かなければ会うことはできない。また、『ダイヤモンド・パール・プラチナ』ではレジギガスを出現させるために必要なポケモンの1種でもある。『プラチナ』では、2008年の映画『ギラティナと氷空の花束 シェイミ』の前売券特典として配布されたレベル100のレジギガスが手持ちにいると、テンガン山内部のある部屋が遺跡に変化し、そこにレジアイスが現れる。『ホワイト2』ではレジロック捕獲後、地底遺跡に出現（Lv,65）。『ホワイト2』からイッシュリンクのキーシステムで「ひょうざんのカギ」を送ってもらえば『ブラック2』にも現れる。『ウルトラサン・ウルトラムーン』では「にちりんのさいだん」（「がちりんのさいだん」）からウルトラワープライドで行ける「ウルトラスペースゼロ 洞窟の世界」に出現。『ソード・シールド』では有料追加コンテンツ(エキスパンション・パス)「冠の雪原」の氷山の遺跡に出現。『ブリリアントダイヤモンド・シャイニングパール』では殿堂入り後に行けるハマナスパークに出現（みちびきのせきばんが必要）。
TVアニメ版では『アドバンスジェネレーション』ではバトルフロンティアのピラミッドキング・ジンダイが使用し、ピカチュウを追い詰めたが敗れた。シンジ戦ではコドラを倒した。声優は宮下栄治。ANA作品『ピカチュウたんけんクラブ』では野生のレジアイスが登場。声優は三宅健太。2005年公開の『ミュウと波導の勇者 ルカリオ』では世界のはじまりの樹を守護するポケモンとして登場。声優は河本邦弘。

## レジスチル
| 分類: くろがねポケモン | タイプ: はがね   | 高さ: 1.9m   | 重さ: 205.0kg |
| 特性: クリアボディ     | かくれ特性: なし | 進化前: なし | 進化後: なし  |

大昔にレジギガスの手で特殊なマグマから作り出され、レジロック、レジアイス、レジエレキ、レジドラゴと共に古代人の手によって封印されたといわれる、ホウエン地方の伝説のポケモンの1種。ロボットのようなメカニカルな容姿が特徴だが、動きは滑らか。くろがねポケモンの分類の通り、全身が正体不明の金属で出来ており、何万年も地下の圧力で鍛えられたそのボディは傷ひとつつかないらしい。単に硬いだけでなく、腕は伸縮自在。体の中身は空洞になっているらしく、食べ物はもとよりエネルギー源も不明で、地球上には存在しない物質でできていると言われている。身体は足が途中で切断されたように短い。
『ルビー・サファイア・エメラルド』では、「こだいづか」に1匹だけ出現する。洞穴に刻まれた点字の謎を解かなければ会うことはできない。また、『ダイヤモンド・パール・プラチナ』ではレジギガスを出現させるために必要なポケモンの1種でもある。『プラチナ』では、2008年の映画『ギラティナと氷空の花束 シェイミ』の前売券特典として配布されたレベル100のレジギガスが手持ちにいると、「こうてつじま」のある部屋が遺跡に変化し、そこにレベル30のレジスチルが現れる。『ブラック2』ではレジロック捕獲後、地底遺跡に出現（Lv,65）。『ブラック2』からイッシュリンクのキーシステムで「くろがねのカギ」を送ってもらえば『ホワイト2』にも現れる。『ウルトラサン・ウルトラムーン』では「にちりんのさいだん」（「がちりんのさいだん」）からウルトラワープライドで行ける「ウルトラスペースゼロ 洞窟の世界」に出現。『ソード・シールド』では有料追加コンテンツ(エキスパンション・パス)「冠の雪原」の黒鉄の遺跡に出現。『ブリリアントダイヤモンド・シャイニングパール』では殿堂入り後に行けるハマナスパークに出現（みちびきのせきばんが必要）。
TVアニメ版では『アドバンスジェネレーション』でバトルフロンティアのピラミッドキング・ジンダイが使用し、サトシのコータスを倒した。シンジ戦ではニドキングを倒した。声優は宮下栄治。ANA作品『ピカチュウたんけんクラブ』では野生のレジスチルが登場。声優は三宅健太。2005年公開の『ミュウと波導の勇者 ルカリオ』では世界のはじまりの樹を守護するポケモンとして登場。声優は梯篤司。

## ラティアス
| 分類: むげんポケモン | タイプ: ドラゴン/ エスパー | 高さ: 1.4m   | 重さ: 40.0kg |
| 特性: ふゆう         | かくれ特性: なし           | 進化前: なし | 進化後: なし |

白と赤を基調とした体色の、戦闘機に似た外見を持つドラゴンポケモン。性別は♀のみが存在し、外見や能力などの特徴がラティオスと似た部分が多い。全体的なシルエットはラティオスと同じだが、ラティアスはラティオスと比べて少し丸みを帯びた体つきであり、目つきも可愛らしい。全身のガラスのような羽毛によって、光を屈折させて姿を変えたり消したりする能力を持つ。高い知能によって人間の言葉を理解するとともに、テレパシー能力によって人間の心を敏感に感じ取る習性がある。常に数匹で群れを作って行動し、他種族と接触する機会は滅多にないとされる。敵意をキャッチすると、全身の羽毛を逆立てて鳴き声で威嚇したり、姿を消して隠れたりするなど、非常に繊細な性質を持つポケモン。
『サファイア』では、殿堂入り後に出現し、ホウエン地方全体を移動する。『ルビー』では、アイテム「むげんのチケット」を所持していることで行けるようになる「みなみのことう」で出会うことができる。『エメラルド』では、殿堂入り後での主人公の母からの質問への答えが「あか」の場合は『サファイア』、「あお」の場合は『ルビー』と同様になる。またバトルフロンティアではドームスーパースターのヒースが金のタクティクスシンボルをかけたバトルで使用する。『ハートゴールド』では、殿堂入り後に一定の条件を満たすことで、カントー地方を飛び回るようになる。『ホワイト2』では、夢の跡地にいるラティアスを追って最終的にバトルして捕獲が可能。Lv,68で、戦闘後、その場所付近には「こころのしずく」が落ちている。『ウルトラムーン』では「がちりんのさいだん」からウルトラワープライドで行ける「ウルトラスペースゼロ 水の世界」に出現。『シールド』では有料追加コンテンツ(エキスパンション・パス)「冠の雪原」のマックスダイ巣穴を調査する『ダイマックスアドベンチャー』に出現。『ブリリアントダイヤモンド・シャイニングパール』では殿堂入り後に行けるハマナスパークに出現（こころのせきばんが必要）。『スカーレット・バイオレット』ではおやつおやじからおやつを貰うと南4番エリアの海岸に出現。
専用アイテムが「こころのしずく」、『オメガルビー・アルファサファイア』までの効果が「とくこう・とくぼうを1.5倍」にするだが、その強力さはバトルタワーなど対戦施設や大会・オンライン対戦では禁止アイテム扱いとなる。なお、このアイテムの入手は外部キャンペーン経由か通信が必要だったが、『ブラック2・ホワイト2』のみでは通常のプレイでも入手可能。『サン・ムーン』以降の効果が「ドラゴン・エスパータイプのわざの威力が1.2倍になる」と弱体化し、禁止アイテムではなくなり、通常のプレイから入手可能となる。
専用技の「ミストボール」はダメージを与え、一定の確率で相手の特攻を下げる効果を持つ。
『オメガルビー・アルファサファイア』では、「メガラティアス」へとメガシンカし、むげんのふえを吹くと背に乗って空を飛びまわれる。
メガラティアス
体色が白とグレー基調になり、背の部分の羽がなくなり、腕部が肥大化する。ラティオスに比べて体は小さく、飛行速度も遅いがその分小回りが利く。
2002年公開の『水の都の護神 ラティアスとラティオス』で初登場。声優は林原めぐみ。ラティオスの妹で、アルトマーレにある「こころのしずく」をラティオスとともに守っている。姿を消したり、カノン（少女）の姿に変身できる。『ダイヤモンド&パール』の特別編ではジョーイの手持ちとして登場。タケシの弟であるジロウのドサイドンを撃破する。2015年公開『光輪の超魔神 フーパ』にも登場した。第7シリーズ（新無印編』）では第137話（『めざせポケモンマスター』第1話）にて登場。右翼に痣があるのが特徴。透明化した状態で飛行していたところにピカチュウの「10まんボルト」でいつものように吹っ飛ばされたムサシとコジロウとニャースと激突した衝撃で池に沈んでいた所をサトシに救助される。その後キズぐすり等でサトシから治療を受けるもなぜか人間を警戒しており、目が覚めてすぐ包帯を引き千切ろうとした。その後ロケット団に捕まりそうになるも、昨日まで瀕死状態だった上にドラゴンタイプの苦手な冷凍ガスを浴びせられ抵抗ができなかったが体を張ったサトシ達に助けられ、ロケット団の退治に成功。最後はどこかへ姿を消すも、彼を気に入ったのかどうやらサトシのことをこっそりと追いかけている模様。第142話（『めざせポケモンマスター』第6話）ではロケット団と共に吹き飛ばされ、離れ離れになったサトシとピカチュウが無事に再会するも、2人は渓谷へ真っ逆さまに落下しかけたが。颯爽と駆け付け、2人を救助する。透明な姿のまま救助したため、2人はなぜ助かったのか理解していなかった。第145話（『めざせポケモンマスター』第9話）では、ロケット団のポケモンによってタケシ・カスミ・サトシと分断させられてムコニャに追い詰められたピカチュウの様子を見たピカチュウの状況をサトシにゆめうつしで伝える。そして、ソーナンスがミラーコートで跳ね返したロケット団リベンジャーズの総攻撃に巻き込まれたナマケロを助けんとするサトシを救出。念力でロケット団のポケモンおよびムサシとコジロウとニャースを、遥か彼方へ吹っ飛ばした後はゆめうつしでラティオスの悲惨な状況をサトシ達に伝え、続く第146話（『めざせポケモンマスター』第10話）でサトシ達と共にラティオスの救出に向かうが、ポケモンハンターに見つかり、機械により石化され連れ去られてしまう。しかし、サトシ達と人間不信であったがサトシの説得に応じて治療により多少回復したラティオスが協力した事でハンターから救出され、駆けつけたジュンサーによってハンターが捕まった後、ラティオスと共にサトシ達と別れた。実は上述のラティアスが暮らす「アルトマーレ」で過ごしていた個体である事が判明。そこには勿論、彼女達の姿もあった。声優は真堂圭。
漫画『ポケットモンスターSPECIAL』では第6章・エメラルド編から登場。エメラルドの友達で、彼の事を「ラルド」と呼ぶ。テレパシーで会話し、エメラルドの移動要員としても手伝う。社交的な性格で、エメラルドの友人に対しても同等の仲間意識を持って接する。光の反射をかえて人間の姿であるように見せた際にはメイド・新聞記者・看護婦・チアガールなどの姿で登場している。バトルフロンティアでの事件後は、エメラルドには心を許し合える友達ができ、もう役目は終わったとラティオスと「南の孤島」へ帰って行った。また、帯部分では山本サトシ（マルノームの自画像）と日下秀憲（マルマインの自画像）と邂逅している。その後は第13章・オメガルビー・アルファサファイア編で再登場を果たし、星の危機を知り南の孤島を訪れたルビーに協力することを決め、エメラルドの近くで情報収集を行った。
ポケモンセンターモバイルのロゴに、ラティオス・ピカチュウとともに使用された。
『大乱闘スマッシュブラザーズシリーズ』では、第3作『大乱闘スマッシュブラザーズX』以降、ラティオスと共にアイテム「モンスターボール」から登場。2体が交互に画面内を高速で飛び交いつつ「はがねのつばさ」で攻撃する。直撃せずとも、すれ違った際の風圧でファイターやアイテムを押し飛ばす。

## ラティオス
| 分類: むげんポケモン | タイプ: ドラゴン/ エスパー | 高さ: 2.0m   | 重さ: 60.0kg |
| 特性: ふゆう         | かくれ特性: なし           | 進化前: なし | 進化後: なし |

白と青を基調とした体色の、戦闘機に似た外見を持つドラゴンポケモン。性別は♂のみが存在し、外見や能力などの特徴がラティアスと似た部分が多い。全体的なシルエットはラティアスと同じだが、ラティオスの方がより直線的でシャープな体つきをしており、目つきも鋭い。両腕を折り畳んで体に収納することで、空気抵抗が減りジェット機より速く飛行することが可能となる。またテレパシー能力を持ち、他者の居場所や感情を読み取ったり、自身の知覚を映像として見せたりすることが可能。人間の言葉を理解する高い知能と、争いを好まない優しい心を併せ持ち、同じく優しい心の持ち主にしか懐かないと言われる。
『ルビー』では、殿堂入り後に出現し、ホウエン地方全体を移動する。『サファイア』では通常のプレイでは出現せず、アイテム「むげんのチケット」を所持していることで行けるようになる「みなみのことう」で出会うことができる。『エメラルド』では、殿堂入り後に主人公の母親の質問に「あお」と答えた場合は『ルビー』同様、「あか」と答えた場合は、『サファイア』同様になる。また、バトルフロンティアではタワータイクーンのリラが使用。『ソウルシルバー』では、殿堂入り後に一定の条件を満たすことで、カントー地方を飛び回るようになる。『ブラック2』では夢の跡地を飛び回っており、高台の奥のほうで捕獲できる。『ウルトラサン』では「にちりんのさいだん」からウルトラワープライドで行ける「ウルトラスペースゼロ 水の世界」に出現。『ソード』では有料追加コンテンツ(エキスパンション・パス)「冠の雪原」のマックスダイ巣穴を調査する『ダイマックスアドベンチャー』に出現。『ブリリアントダイヤモンド・シャイニングパール』では殿堂入り後に行けるハマナスパークに出現（こころのせきばんが必要）。『スカーレット・バイオレット』ではおやつおやじからおやつを貰うと北2番エリアの崖に囲まれた池の畔に出現。
専用技の「ラスターパージ」はダメージを与えるほか、相手の特防を一定の確率で下げる。
ラティアス同様、専用アイテム「こころのしずく」を持たせることは可能。
『劇場版ポケットモンスター 水の都の護神 ラティアスとラティオス』のパンフレットによると、ラティオスとラティアスはイルカをモチーフとしたポケモンであるという。
『オメガルビー・アルファサファイア』では、「メガラティオス」へとメガシンカし、むげんのふえを吹くと背に乗って空を飛びまわれる。
メガラティオス
体色が白とグレー基調になり、背の部分の羽がなくなり、腕部が肥大化する。ラティアスに比べて体が大きく、小回りが利きにくいが高速飛行に優れる。
2002年公開の『水の都の護神 ラティアスとラティオス』で初登場。声優は江原正士。ラティアスの兄で、アルトマーレにある「こころのしずく」を共に守っている。
TVアニメ版では『ポケモンレンジャー 光の軌跡』に登場。声優は増谷康紀。『ダイヤモンド&パール』のシンオウリーグではタクトの2番手として登場。サトシのジュカイン、オオスバメを次々に撃破し、ピカチュウとも引き分ける。2015年公開『光輪の超魔神 フーパ』にも登場した。第7シリーズ（新無印編』）では第145話（『めざせポケモンマスター』第9話）にてラティアスのゆめうつしの形で少しだけ登場、施設を破壊して逃亡するシーンをサトシ達が目にする事となる。続く第146話（『めざせポケモンマスター』第10話）にて本格的に登場。ポケモンハンターに追われ、ボロボロになった身体を癒す為に洞窟で休んでいた。嘗てのラティアスと同様人間不信に陥っており、ラティアスの仲裁も無視するほどであった。ポケモンハンターに見つかり、途中でラティアスが機械により石化され連れ去られてしまう。タケシからの治療を拒んで無理をしてラティアスの救出に向かおうとするが、サトシの説得で治療され、多少回復した体でサトシを乗せてハンターを追いかけ、サトシの指示を受けてハンターのサザンドラと戦闘を行い、効果が無い『サイコキネシス』でハンターとサザンドラを油断させ、真上からの『はどうだん』でサザンドラを撃破した。ハンターが駆けつけたジュンサーに逮捕された後、サトシ達と別れ、ラティアスと共に別れる。タケシとカスミは「彼らは人が知らない安息の地へと帰った」と推測していたが、その安息の地とは、劇場版で兄妹が暮らしていた「アルトマーレ」であった。使う技は「サイコキネシス」と「はどうだん」。劇中の描写から、「じこさいせい」も使用可能と思われる。
ポケモンセンターモバイルのロゴにラティアス・ピカチュウとともに使用されていた。
『大乱闘スマッシュブラザーズシリーズ』では、第3作『大乱闘スマッシュブラザーズX』以降、ラティアスと共にアイテム「モンスターボール」から登場。2体が交互に画面内を高速で飛び交いつつ「はがねのつばさ」で攻撃する。直撃せずとも、すれ違った際の風圧でファイターやアイテムを押し飛ばす。

## カイオーガ
| 分類: かいていポケモン | タイプ: みず     | 高さ: 4.5m   | 重さ: 352.0kg |
| 特性: あめふらし       | かくれ特性: なし | 進化前: なし | 進化後: なし  |

「伝説の超古代ポケモン」と呼ばれるホウエン地方の伝説のポケモン。シャチや古代魚のような美しい姿をしている。体色は背部が青、腹部が白。ところどころに赤い曲線の模様がある。丸い大きな胸びれをもち、白い指のようなものが4本みられる。小さな背びれが2つ、尾びれは先が4つに分かれている。
水を操り、空一面を覆う雨雲を作り出して大雨を降らせる能力を持つ。かつて雨雲を作り出し大雨を降らせて干害に苦しむ人々を救った逸話がある。大昔、グラードンとの死闘の末に力尽き、海溝の底で眠りについたという。また、海そのものを生み出したとされる伝説もある。ただし増田順一の発言によると、海を創造した話とグラードンとの死闘した話は人々によって語り継がれた伝説に過ぎず、実際には舞台となる星は地殻変動によって形成され、グラードンとの戦いも行われていないとのこと。
『サファイア』と『アルファサファイア』ではパッケージを飾っており、「めざめのほこら」に出現するが、『ルビー』と『オメガルビー』には登場しない。『エメラルド』では殿堂入り後に特定の場所にランダムで現れる「うみのどうくつ」に出現する。『ハートゴールド』では「うずもれのとう」に出現する。『ウルトラムーン』では「がちりんのさいだん」からウルトラワープライドで行ける「ウルトラスペースゼロ 水の世界」に出現。『シールド』では有料追加コンテンツ(エキスパンション・パス)「冠の雪原」のマックスダイ巣穴を調査する『ダイマックスアドベンチャー』に出現。『ブリリアントダイヤモンド・シャイニングパール』では殿堂入り後に行けるハマナスパークに出現（たいかいのせきばんが必要）。『スカーレット・バイオレット』ではおやつおやじからおやつを貰うと「ありがた岩」の前に出現。
『アルファサファイア』では、超古代においては自然のエネルギーを取り入れて本来の力を解放した原始の姿「ゲンシカイオーガ」として活動。世界全体が危ぶまれるほどの絶大かつ圧倒的な力を誇る。本作では一時的にゲンシカイオーガとしての姿を取り戻す「ゲンシカイキ」を遂げると共に、ゲンシカイキするのに必要な専用道具である「あいいろのたま」と専用技である「こんげんのはどう」が追加された。こんげんのはどうはみずタイプの超強大な全体技。
『大乱闘スマッシュブラザーズシリーズ』では、第3作『大乱闘スマッシュブラザーズX』以降、アイテム「モンスターボール」から出現するポケモンの一体として登場。口から噴く高圧水流「ハイドロポンプ」は、ダメージは無いものの当たった敵ファイターを大きく画面外に押し出す。また、シリーズによってはハイドロポンプの攻撃パターンが違う。さらに本体には強力な攻撃判定を持つ。
ゲンシカイオーガ
カイオーガの原始の姿。高さが9.8mと通常時の二倍以上に大型化することに加え、全身から発するエネルギーはおろか肉体そのものまでが半透明の海水と化すなど、より海そのものに近づいた壮麗な存在となった。体表面の青い皮膚はサファイアのような質感と輝きを備えると共に、体内からは半透明の肉体を通して黄色い光を放ち、より神秘的かつ神々しい外観となっている。元々赤かった模様は青色に変わり、胸ひれには「α」のような模様が現れる。
「あいいろのたま」を持ち物にした時だけ戦闘に出ると自動的にゲンシカイキする。ゲンシグラードンと違いタイプは追加されない。能力は「こうげき」「とくこう」「とくぼう」の3つが上昇し、特に「こうげき」が大きく上昇する。専用特性は天候を「強い雨」状態にする「はじまりのうみ」。ほのおタイプの技を完全に無効化し、天気に影響を与える技、大部分の特性を封じるなど通常の「あめ」状態より強力な効果を場に与える。
ポケモンWCS2016では全部門優勝を飾っている。当時の伝説最強ポケモンとして名を馳せた。
TVアニメ版では『アドバンスジェネレーション』にてアクア団がグラードンより先に復活させた。「紅色の宝珠」により、アクア団リーダーのアオギリが操ろうとしたが、制御できず暴走する。また、2006年公開の『ポケモンレンジャーと蒼海の王子 マナフィ』ではマナフィのハートスワップによって海のポケモン達と心を一つにし、口からはかいこうせんを発射しファントムの海賊船を攻撃した。2015年公開『光輪の超魔神 フーパ』にもゲンシカイオーガとして登場し、当時の前売り券の特典の引換券でも入手できた。

## グラードン
| 分類: たいりくポケモン | タイプ: じめん   | 高さ: 3.5m   | 重さ: 950.0kg |
| 特性: ひでり           | かくれ特性: なし | 進化前: なし | 進化後: なし  |

「伝説の超古代ポケモン」とも呼ばれるホウエン地方の伝説のポケモン。直立した2足歩行の曲竜のような姿をしている。体色は赤で、ところどころに黒い曲線の模様があり、この模様は時折青く輝くことがある。首と尻尾に3本、腰に2本ずつトゲが生えている。腕の爪は4本で、足には3本ずつある。大地やマグマおよびその高熱を操る強力なパワーを持つ。大昔、カイオーガとの死闘の末に力尽き、地下マグマの中で眠りについたという。また、陸地を生み出したポケモンとされ、かつて長期にわたって降り続いた大雨を光と熱で蒸発させ、水害から人々を救ったという伝説もある。ただし増田順一の発言によると、これらの話は全て人々によって語り継がれた伝説に過ぎず、実際には舞台となる星は地殻変動によって形成され、カイオーガとの戦いも行われていないとのこと。
『ルビー』と『オメガルビー』ではパッケージを飾っており、「めざめのほこら」で捕獲できるが、『サファイア』と『アルファサファイア』では出現しない。『エメラルド』では殿堂入り後に特定の場所にランダムで現れる「りくのどうくつ」に出現する。『ソウルシルバー』では「うずもれのとう」に出現する。『ウルトラサン』では「にちりんのさいだん」からウルトラワープライドで行ける「ウルトラスペースゼロ 洞窟の世界」に出現。『ソード』では有料追加コンテンツ(エキスパンション・パス)「冠の雪原」のマックスダイ巣穴を調査する『ダイマックスアドベンチャー』に出現。『ブリリアントダイヤモンド・シャイニングパール』では殿堂入り後に行けるハマナスパークに出現（たいりくのせきばんが必要）。『スカーレット・バイオレット』ではおやつおやじからおやつを貰うと「ベイク空洞」の奥に出現。
『オメガルビー』では、超古代においては自然のエネルギーを取り入れで力をフルに解放した原始の姿・「ゲンシグラードン」として活動し、自然のエネルギーをさらに求めてゲンシカイオーガと2度に渡り衝突するも、飛来したレックウザによる粛正を受けて自然のエネルギーを奪われ、現在の姿へと弱体化し封印された歴史が語られた。本作では一時的にゲンシグラードンとしての姿を取り戻す「ゲンシカイキ」を遂げると共に、専用技である「だんがいのつるぎ」が追加された。だんがいのつるぎはじめんタイプの全体技。
『大乱闘スマッシュブラザーズX』ではアイテム「モンスターボール」から出現するポケモンの一体として登場。その場から移動しないものの、「オーバーヒート」によって全身が高熱化している為、敵は触れただけでもダメージを受ける。
ゲンシグラードン
グラードンの原始の姿。高さが5.0mとカイオーガ程では無いもののさらに大型化し、重量も999.7㎏と通常時よりさらに重くなることに加え、全身から発するエネルギーはおろか肉体そのものまでが煌煌と光を放つマグマと化すなど、よりマグマそのものに近づいた存在と化す。体表面の赤い皮膚はルビーのような質感と輝きを備えると共に、体内からはマグマの肉体を通して超高熱を放ち、より重量感と迫力を備えた姿外観となった。元々黒かった模様の部分にはマグマが流動し、オレンジ色に輝く。腕には「Ω」のような模様が現れる。
「べにいろのたま」を持ち物にした時だけ、戦闘に出ると自動的にゲンシカイキする。タイプはほのおタイプが追加され、能力は「こうげき」「ぼうぎょ」「とくこう」の3つが上昇し、特に「とくこう」が大きく上昇する。専用特性は天候を「日射しがとても強い」状態にする「おわりのだいち」。みずタイプの技を無効化し、天気に影響を与えるわざ、大部分の特性の効果を封じるなど通常の「ひざしがつよい」状態よりも強力な効果を場に与える。
TVアニメ版では『アドバンスジェネレーション』において復活したカイオーガの暴走を止めるため、「藍色の宝珠」を介してサトシのピカチュウを呼び寄せ、ピカチュウの「かみなり」のエネルギーを受けて復活した。また、2003年公開の『七夜の願い星 ジラーチ』ではバトラーがジラーチの力を利用しグラードンを再生しようと試みるが失敗し、巨大な怪物「メタ・グラードン」が誕生する。半透明で物を吸収し、腐らせる能力は『もののけ姫』のシシ神が夜の姿であるダイダラボッチの首を切り落とされた暴走状態を参考にしており、どちらも人間の力で生み出されるも失敗し暴走している。2015年公開『光輪の超魔神 フーパ』にもゲンシグラードンとして登場し、当時の前売り券の特典の引換券でも入手できた。

## レックウザ
| 分類: てんくうポケモン | タイプ: ドラゴン/ ひこう | 高さ: 7.0m   | 重さ: 206.5kg |
| 特性: エアロック       | かくれ特性: なし         | 進化前: なし | 進化後: なし  |

東洋の龍のような姿をしたポケモンで、グラードン・カイオーガと同様に伝説の超古代ポケモンと呼ばれる。体色は緑色で、全身には黄色の模様が走っている。地上からは視認できないオゾン層を何億年にもわたって生き続けており、地上には滅多に降りてくることはないが、グラードンとカイオーガの争いや巨大隕石の落下といった災厄が訪れると、地上に飛来しそれらを収める。食性としては空気中を漂うチリや水、および隕石を摂取する。流れ星のように空を高速で飛ぶ。
『ルビー・サファイア』では「そらのはしら」の頂上に1匹のみ存在する。『エメラルド』ではパッケージを飾っており、グラードンとカイオーガの争いを鎮めるために「そらのはしら」の頂上で眠るレックウザを目覚めさせるイベントがある。『ハートゴールド・ソウルシルバー』では、オーキド博士から貰える「もえぎいろのたま」を持って「うずもれのとう」に行くと出現する。『ウルトラサン・ウルトラムーン』では「にちりんのさいだん」（「がちりんのさいだん」）からウルトラワープライドで行ける「ウルトラスペースゼロ 崖の世界」に出現。こちらは手持ちにグラードンとカイオーガを入れているという条件が必要。『ソード・シールド』では有料追加コンテンツ(エキスパンション・パス)「冠の雪原」のマックスダイ巣穴を調査する『ダイマックスアドベンチャー』に出現。『ブリリアントダイヤモンド・シャイニングパール』では殿堂入り後に行けるハマナスパークに出現（てんくうのせきばんが必要）。『スカーレット・バイオレット』ではおやつおやじからおやつを貰うとパルデアの大穴の南東の縁の部分に出現。
『オメガルビー・アルファサファイア』では、人々の祈りに応じて地上に飛来し、ゲンシグラードンやゲンシカイオーガの争いを収めると共に2体からエネルギーを奪い封印し、ホウエン地方の守り神として信仰の対象とされた歴史が語られる。その伝説に違わず、キーストーンおよび同等の性質を持つ巨大隕石に捧げられた「人間の祈り」と、永い刻の中で摂取した隕石のエネルギーを呼応させて「メガレックウザ」へとメガシンカすると共に、祈りに応えて人間や世界を救う意思を持っている。このことからメガシンカの根源とされてきたことが語られている。
メガレックウザ
摂取した隕石から蓄えたエネルギーによってメガシンカした姿。その体長は11m弱にまで達する。皮膚がエメラルドのような質感と輝きを備える。アゴから尾まで届くほどに長い、黄色く半透明に輝く髭を伸ばす。この髭から粒子を放ち、この粒子で気体の濃度や湿度を調整することで天気を操ることができる。飛行する姿は「Δ」記号を模ったシルエットとなり、額には「Δ」のような黄色い模様、目元には七支刀のような黒い模様が現れる。
他のメガシンカと異なり、メガストーンではなく専用技「ガリョウテンセイ」を覚えた状態（『オメガルビー・アルファサファイア』ではそれに加えて「エピソードデルタ」のある程度の進行すること）でメガシンカが可能とするその特性から、他のメガシンカポケモンと違い「もちもの」を持つことも可能である。なお、メガシンカであることは変わらないなので、キーストーンまたはZリングが必要という点も他のメガシンカと同じ。その故に該当アイテムを使用していない『ソード・シールド』および『ブリリアントダイヤモンド・シャイニングパール』ではメガシンカすることは不可能である。
メガシンカすると「HP」を除いた全能力が上昇し、特に「こうげき」「とくこう」が大きく上昇する。専用特性は場に出ている間天候を「乱気流」状態にする「デルタストリーム」。天気を乱気流にするだけでなく、レックウザおよび味方のひこうタイプの弱点となるタイプのダメージを通常のダメージに半減してしまうことが可能。
ちなみに、「ガリョウテンセイ」を覚えたレックウザに『X・Y』に転送できず、『ウルトラサン・ウルトラムーン』までのオンライン対戦では使用できない。
『大乱闘スマッシュブラザーズX』ではアドベンチャーモード『亜空の使者』の湖ステージに出現するCPU専用のボスキャラクターとして登場し、ディディーコングを襲いながら、現れたフォックスと戦った。詳細は亜空軍を参照。声優は小西克幸が担当した。
映画には2004年公開の『裂空の訪問者 デオキシス』にて初登場。声優は小西克幸。隕石の状態であるデオキシスが自分の縄張りを通過したことに怒り戦う。2015年公開『光輪の超魔神 フーパ』にも登場し、メガシンカもした。2011年11月12日～12月25日に行われた「歴代ゲームポケモン総選挙」で1位になったのを記念し、2012年2月10日～27日の期間限定で全国のポケモンセンターなどで「Vジェネレートを覚えたレックウザ」が『ブラック・ホワイト』向けに配布された。また、『ポケモン+ノブナガの野望』発売記念として2012年3月17日～4月16日の期間限定でニンテンドーWi-Fiコネクションで「ノブナガの黒いレックウザ」が配布された。確定色違いレックウザの配布イベントが幾度となく行われているため、色違いの黒い体色のレックウザはユーザーに非常に馴染み深い。
黒いレックウザはテレビアニメ版では第8シリーズ（『リコとロイの旅シリーズ』）ではリコのペンダントと共鳴したロイのいにしえのモンスターボールから出てきたポケモンという形で第6話で登場し、第12話でルシアスのパートナーである1体目の「六英雄」だったことが明かされた。六英雄で最強クラスの戦闘能力を持つ。
2015年には公式に道具「いのちのたま」と技「りゅうのまい」のコンボが紹介されている。

## ジラーチ
| 分類: ねがいごとポケモン | タイプ: はがね/ エスパー | 高さ: 0.3m   | 重さ: 1.1kg  |
| 特性: てんのめぐみ       | かくれ特性: なし         | 進化前: なし | 進化後: なし |

幻のポケモンの一種。星型の頭から七夕の際笹の枝にかける短冊のようなものが垂れ下がっており、体には羽衣のようなものが付いている。腹にあるのはまぶたであり、千年彗星からエネルギーを吸収する際などに、「真実の瞳」と呼ばれる大きな眼が開く。どんな願いも叶える力を持つが、1000年のうち、7日間しか目を覚まさない。ジラーチ（Желать）はロシア語で「希望」を意味する。
通常のプレイでは入手できず、2003年の映画『七夜の願い星 ジラーチ』の特別前売券にはジラーチの引換券が付属し、『ルビー・サファイア』で受け取ることができた。アメリカでは『ポケモンコロシアム』の予約特典ディスク、ヨーロッパでは『ポケモンチャンネル』でも入手できた。また2004年から2008年にかけて、毎年7月頃に『ポケモンだいすきクラブ』で行われた「ジラーチに願いを…」というキャンペーンにて、抽選で配布された。2009年はニンテンドーゾーン開始キャンペーンの一環として、6月19日から7月17日までの間にニンテンドーWi-Fiコネクションで、『ダイヤモンド・パール・プラチナ』向けに配信された。2013年にはTVアニメ版にジラーチが登場したことを記念して、7月1日から7月31日までニンテンドーWi-Fiコネクションで『ポケットモンスター ブラック・ホワイト』と『ポケットモンスター ブラック2・ホワイト2』向けに配信された。また、『ソード・シールド』のセーブデータがあった状態で『ブリリアントダイヤモンド・シャイニングパール』をプレイした場合、ストーリー内で入手することができるようになった。
専用わざは「はめつのねがい」。「はめつのねがい」は発動後、2ターン後に攻撃するはがねタイプのわざである（ダブル・トリプルバトルでは発動後に交代した場合、交代したジラーチと正面のポケモンを攻撃する）。
ホウエン地方のトクサネシティの東側には奇妙な白い岩が置かれてあり、岩のすぐ横にいる少女は「ねがいごと」「ながれぼし」「たんざく」など、ジラーチに関連した意味深なフレーズを口にしている。これらのことから、『ルビー・サファイア』発売当時は『金・銀』におけるセレビィとウバメのもりにある社との関係同様に、これを基にしたジラーチの入手方法に関する様々な臆測や噂が流れた。トクサネシティには他にも「宇宙センター」などシナリオとは無関係な要素がいくつかあり、「ここには何かある」と思わせることに一役買っていた。
劇場版では2003年公開の『七夜の願い星 ジラーチ』に登場。千年に一度現れる、「千年彗星」が夜空に輝く時、眠り繭から目覚め、7日間だけ行動することが出来る。腹にある「真実の目」と呼ばれる目には強大な力が宿っており、映画ではその力を巡り様々な戦いが繰り広げられた。鈴木富子が声を担当したが、同年7月7日に逝去したため本映画が彼女の遺作となる。
TVアニメ版では『ポケットモンスター ベストウイッシュ シーズン2 デコロラアドベンチャー』第10話に登場。デコロラ諸島の一つ・オオキナ島で1000年の眠りから目を覚ます。声はかないみかが担当。短編映画『ピカチュウ、これなんのカギ?』で再登場。こちらの声は金田朋子。
『大乱闘スマッシュブラザーズX』ではモンスターボールから登場する。出現すると「そらをとぶ」で上空へ飛び去りつつ、強化アイテムのシールを落としていく。攻撃はしない。

## デオキシス
| 分類: DNAポケモン  | タイプ: エスパー | 高さ: 1.7m   | 重さ: 60.8kg |
| 特性: プレッシャー | かくれ特性: なし | 進化前: なし | 進化後: なし |

宇宙ウイルスがレーザーを浴びて突然変異で誕生したと言われる地球外生命体のポケモン。DNAポケモンであることから、名前の由来はデオキシリボ核酸だと考えられる。胸の水晶体が本体であり、水晶体から発する力で、レーザーや念力の発射、オーロラの発生、仲間とのコミュニケーションといったことが可能。水晶体以外の身体の形状・性質を自在に変化させることができ、戦闘時にはノーマル・アタック・ディフェンス・スピードの四つの形態（フォルム）に変化する。
幻のポケモンの一種。『ルビー・サファイア』発売時点ではデータしか存在しておらず入手が不可能だったが、その後発売された『ファイアレッド・リーフグリーン』において「たんじょうのしま」で入手可能となった。
ポケモン史上初めてフォルムチェンジを行ったポケモンである。GBA版のシリーズでは、ゲームソフトの種類によりフォルムが固定されていたが、DS版以降のシリーズでは、特定の場所にある隕石を調べることでフォルムチェンジを自在に行うことができるようになった。以下に各フォルムの特徴を示す。
ノーマルフォルム
他の3フォルムの中間のような外見で、公式イラストでは両腕がDNAの二重螺旋を模した形状をしている。ノーマルフォルムのみ、この腕を人間の腕のような形状にも変化できる。こうげき・とくこう・すばやさに秀でた基本的なデオキシス。
アタックフォルム
全体的に鋭利な外見をしており、先端の尖った触手の様な腕が特徴。4フォルムの中でこうげき・とくこうが最も高い。また、すばやさもトップクラス。その反面、防御方面がノーマルフォルムのデオキシスよりもさらに弱くなってしまっており、大技なら効果今ひとつでも一発で倒されるほど打たれ弱いため、このフォルムを使う場合は急いで相手を倒さないと自分がやられてしまう可能性が高い。
ディフェンスフォルム
頭部とやや一体化した強固な分厚い板のような腕部を筆頭に、脚も太く、全体的に重厚でごつい外見をしている。4フォルムの中でぼうぎょ・とくぼうが最も高く、こうげき・とくこうが低い。攻撃防御のバランスはノーマルフォルムの裏返しとも言える。
スピードフォルム
全体的にシャープで華奢な外見をしており、後頭部から突起が大きく伸び、腕部は極めて細い1本の棒状になり、左右で色が異なる。体色はオレンジ色よりも灰色の方が目立つ。4フォルムの中ですばやさが最も高く、ほぼ確実に先手を取れる。他の能力はノーマルフォルムに比べると攻撃面は劣るが防御面は勝っており、能力のバランスがもっとも取れている。
専用わざとして「サイコブースト」を覚える。このわざは威力140を誇るエスパータイプの大技だが、「オーバーヒート」や「リーフストーム」と同様に使用後は自分のとくこうが二段階下がってしまう。
2007年の映画『ディアルガVSパルキアVSダークライ』では、投票の結果、前売り券の特典ポケモンがデオキシスに決定し、『ダイヤモンド・パール』で受け取ることができた。
『ルビー・サファイア』のリメイク作である『オメガルビー・アルファサファイア』では殿堂入り後のエピローグシナリオ「エピソードデルタ」で登場、地球に接近する隕石に付着していたものが襲ってくる(レベル80)。なお、誤って倒してしまった場合も再び殿堂入りした後に空の柱に行くともう一度戦うことができる。ストーリーの関係上、この2作品に限り、伝説のポケモンと同じような扱いとなる（通常のプレイでは入手できホウエン図鑑の完成条件の一部でもある）。
TVアニメ版では『アドバンスジェネレーション』第171話と第172話の2話にわたって放送された「ポケモンレンジャー! デオキシス・クライシス!!」に登場。この時はスピードフォルムにも変化した。また、ノーマルフォルムの状態でないとキャプチャーできないという事実が明らかになった。また、ANA機内上映作品『ピカチュウのふしぎなふしぎな大冒険』にもアタックフォルムの姿で登場。ポッチャマがバランスを崩し、エネコとピカチュウが戻そうとして3匹同時に落ちたのを助けた。『ポケットモンスター ダイヤモンド&パール』の112話でも登場。
2004年公開の『裂空の訪問者 デオキシス』に、宇宙から飛来してきた謎のポケモンとして登場。公開当時は「スピードフォルム」が未公表であったため、3つのフォルムに変化した。声優は千葉進歩、野島健児。
『大乱闘スマッシュブラザーズシリーズ』では、第3作『大乱闘スマッシュブラザーズX』以降モンスターボールから登場する。姿はアタックフォルム。上空から真下へ「はかいこうせん」を放って攻撃する。

アプリゲーム『ポケモンマスターズEX』ではホウエン地方チャンピオンのダイゴのバディになる個体として登場。立ち回り上のロールはテクニカルに部類されるが、バトル開始時の初手選択によってはノーマルフォルムのまま臨機応変に戦う他、アタックフォルムでアタッカー同様の高火力、ディフェンスフォルムでサポーター同様の味方補助性能、スピードフォルムでさらにテクニカルらしい味方ゲージの加速性能およびバディーズチャンス短縮性能（後に登場した新ロール・スピードに近い）のそれぞれに特化した、その場に合った戦い方が可能となる。ただしフォルムチェンジ後は戦闘中再度のフォルムチェンジは不可能となる。